# シュリーブポート (ルイジアナ州)
シュリーブポート（Shreveport）は、アメリカ合衆国ルイジアナ州の都市。カドー郡の郡庁所在地である。人口は18万7593人（2020年）。州内ではニューオーリンズ、州都バトンルージュに続く第3の都市である。バトンルージュの北西370km、州の北西端に位置している。レッド川対岸のボージャーシティと共に形成している都市圏は3郡にまたがる。
シュリーブポートは、1836年に入植地開発会社シュリーブ・タウン・カンパニーによって創設された。テキサス共和国へと至るテキサス・トレイルが、航行可能になったレッド川を渡る地点に位置していた。南北戦争中には、シュリーブポートには南軍ミシシッピ川流域管区の本部が置かれ、バトンルージュおよびオペルーサスが北軍に占領された後はルイジアナ州の州都も置かれた。20世紀初頭に近郊で油田が発見されると、その中盤までは石油産業の街として栄えたが、1960年代に入ると石油会社が街を離れ出し、衰退していった。その後、1990年代中盤以降は、レッド川両岸や船上のカジノを中心とした観光都市としての再生が進められてきた。その一方で、21世紀に入ると、近郊でアメリカ合衆国本土最大のシェールガス埋蔵量を有すると推定されるヘインズビル頁岩層が見つかり、シェールガスの採掘を開始、シュリーブポートはその中心地としても再生するものと期待されている。
シュリーブポートはテキサス州との州境から東へ30km、アーカンソー州との州境から南へ55kmに位置しており、アーカンソー・ルイジアナ・テキサスの3州にまたがる、Ark-La-Tex と呼ばれる地域の商業、および文化の中心地になっている。

## 歴史

### 初期

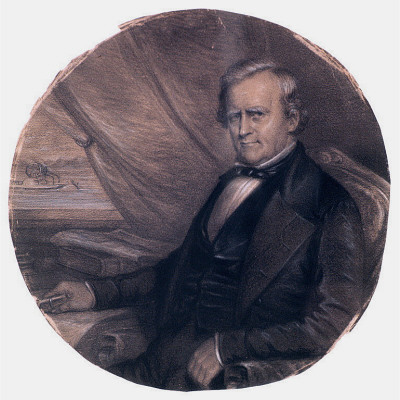
ヘンリー・ミラー・シュリーブ

シュリーブポートは1836年、テキサス・トレイルがレッド川を横切る渡津に創設された。それまで、レッド川にはおよそ290kmにわたって流木の塊が天然の浮島を形成し、船舶の航行を妨げていたが、陸軍長官ルイス・カスの命を受けた蒸気船の船長ヘンリー・ミラー・シュリーブが工兵隊を率いて、自らの手で改造した蒸気船ヘリオポリス号で流木を除去し、レッド川を航行可能にした。その後、この地に創設された村、および入植地開発会社はシュリーブの功績を称えて、それぞれシュリーブタウン、シュリーブ・タウン・カンパニーと名付けられた。
シュリーブタウンの村が創設された地は、その前年の1835年に、ネイティブ・アメリカンのカドー族がシュリーブ・タウン・カンパニーに売却した土地であった。1838年には、ナケテシュ郡から分離独立する形でカドー郡が創設され、シュリーブタウンにその郡庁が置かれた。翌1839年3月20日には、シュリーブタウンは現称のシュリーブポートに改められ、町として正式に法人化された。初期のシュリーブポートの町は、レッド川から西へ向かう通りと、その支流の1つであるクロス・バイユーから南へ向かう通りとでそれぞれ8つずつに区切られ、8x8=64ブロックに区画された。
シュリーブポートはすぐに、綿花や農産品を主とした蒸気船交易の中心地になった。また、州内の他の場所ではそれほど奴隷取引が広まってはいなかったが、シュリーブポートには奴隷市場もあった。レッド川には大量の蒸気船が航行し、港では荷役が船荷の積み上げ・下ろしを行っていた。1860年頃には、シュリーブポートはその市域内に自由民約2,200人（公式統計はこの数値）、奴隷約1,300人の人口を数えた。

### 南北戦争
南北戦争中、バトンルージュおよびオペルーサスが共に陥落すると、シュリーブポートは1863-65年にかけてルイジアナの州都になった。シュリーブポートは南北戦争が終結するまで南軍の牙城で、南軍ミシシッピ川流域管区の本部が置かれていた地であった。市の北西にはアルバート・シドニー・ジョンストン砦が築かれた。この地域はあまり開発が進んでいなかったため、この砦の周辺は比較的平穏であった。
1864年4月、北軍はレッド川方面作戦でシュリーブポートに侵攻、占領しようと試みたが、シュリーブポートの南、マンスフィールドでの戦闘（マンスフィールドの戦い）で南軍のリチャード・テイラー率いる部隊に敗退し、その目的は果たせなかった。
東部と物理的に隔絶されていたことから、ミシシッピ川流域戦線ではロバート・E・リーが1865年4月に降伏した後も戦いが続いていた。ミシシッピ川流域戦線で南軍最後の司令官が降伏したのは同年5月26日であった。連合国大統領であったジェファーソン・デイヴィスは首都リッチモンドからシュリーブポートに逃れてミシシッピ川を下ろうとしたが、その道中、ジョージア州アーウィンビルで北軍に捕らえられた。
戦時中、シュリーブポートの女性たちははるか東で戦う兵士たちをできる限り最大限に補助した。歴史家ジョン・D・ウィンターズは著書 The Civil War in Louisiana （ルイジアナにおける南北戦争）の中で、次のように著している。

The women of Shreveport and vicinity labored long hours over their sewing machines to provide their men with adequate underclothing and uniforms. After the excitement of Fort Sumter, there was a great rush to get the volunteer companies ready and off to New Orleans... Forming a Military Aid Society, the ladies of Shreveport requested donations of wool and cotton yarn for knitting socks. Joined by others, the Society collected blankets for the wounded and gave concerts and tableaux to raise funds. Tickets were sold for a diamond ring given by the mercantile house of Hyams and Brothers... 

（訳）シュリーブポートとその周辺の女たちは、男たちに十分な軍服や下着を供給するために、ミシンに向かって長時間働いた。サムター要塞の戦いの後、志願兵の隊を準備させ、ニューオーリンズへと送り出す動きが大きく早まってきている... シュリーブポートの女たちは軍共済会を結成し、靴下を編むための毛糸や綿糸の寄付を募った。外部の者も加わって、この会は負傷兵のための毛布を集め、また募金を集めるためにコンサートや活人画を催したりもした。チケットはハイアムズ・アンド・ブラザーズの商家から贈呈されたダイヤモンドの指輪と引き換えに売られたりした...

1862年12月、南軍の従軍芸人は戦費調達のために、シュリーブポートで2度の演芸会を行った。シュリーブポート婦人共済会は1863年4月6日に舞踏会を開く告知を出した。同月、マンスフィールドにあったマンスフィールド女子大学の学生は、戦争支援活動として、声楽および器楽のコンサートを催した。

### 20世紀
1895年、フランス出身のジャスティン・ビンセント・グラはシュリーブポート最大の雑貨・酒店を開き、What is good for Shreveport is good for me （シュリーブポートにとって良いことは私にとって良いこと）という標語を掲げた。やがて1920年頃になると、グラは不動産業に転じ、カドー郡最大の土地保有者となった。グラとその妻ユージニーは北ルイジアナコミュニティ財団設立のために230万ドルを寄付した。また、グラはピレネー山中の故郷の村で、第一次世界大戦中に破壊された教会を建て直した。グラはシュリーブポートのセント・ジョセフ墓地に埋葬されている。
1905年、シュリーブポートの北西郊でカドー・パイン・アイランド油田が見つかると、ルイジアナ州北部は石油ブームに沸き、シュリーブポートは石油産業の中心地として栄え始めた。1909年には、スタンダード・オイル・オブ・ニュージャージー（現エクソンモービル）の子会社であるスタンダード・オイル・オブ・ルイジアナが創立し、その本社がシュリーブポートに置かれた。1940年代後期から1950年代初頭にかけては、シュリーブポートには30社の石油会社が本社もしくは拠点を置いていた。
1910年代頃、後に世界的な名声を博することになるブルース歌手、「レッドベリー」ことハディ・ウィリアム・レッドベターは、シュリーブポートの悪名高かった、しかし1903-17年にかけて合法的に存在していた赤線地区、セント・ポールズ・ボトムズの聴衆の前で演奏していた。レッドベターは酒場や売春宿、ダンスホールが建ち並ぶこの地区のファニン通りで演奏していくうちに様々な音楽的影響を受け、独自のスタイルを確立していった。また、ジェシー・トーマス、デイブ・アレクサンダー、ケニー・ウェイン・シェパードといったブルース奏者や、ビル・レイ、ウィリアム・クリストファー・オヘアといった初期のジャズおよびラグタイムの作曲家もシュリーブポートが生んだ。

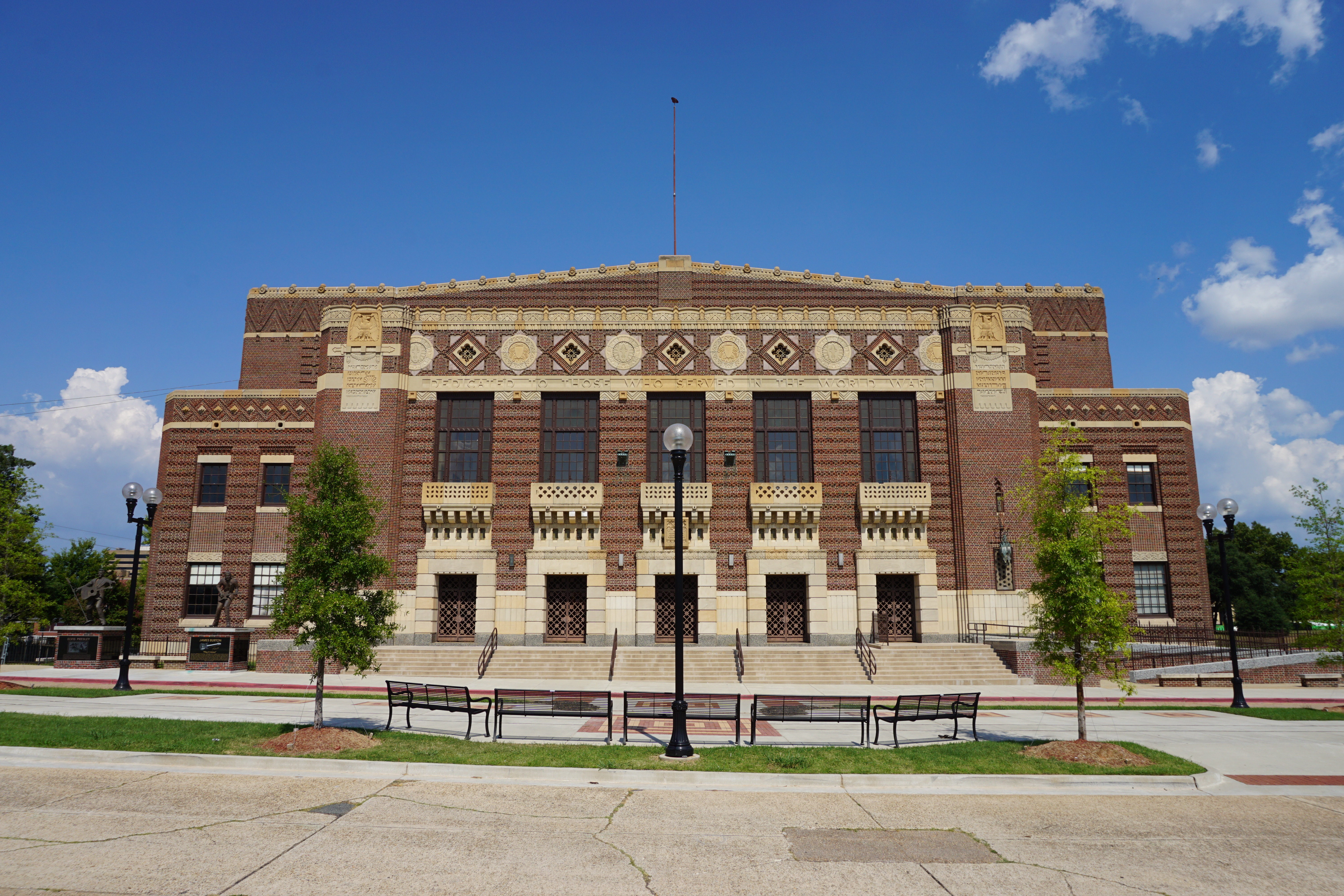
シュリーブポート市営講堂

シュリーブポートは「ルイジアナ・ヘイライド」というラジオ番組の本拠地でもあった。この番組はシュリーブポート市営講堂から週1回放送されていた。その全盛期であった1948-60年にかけては、この番組はハンク・ウィリアムズやエルヴィス・プレスリーといった、アメリカ音楽史上に残るミュージシャンが出演し、その初期のキャリアを確立させた。
1963年、サム・クックとそのバンドが、当時白人専用であったシュリーブポートのホリデイ・インにチェックインしようとして逮捕された事件が全米で報じられた。当時のルイジアナ州では公共の施設においてまだ人種隔離が行われており、この事件は公民権運動が変えようとしている不公正の例として取り上げられた。この事件の数か月後、クックは後に公民権運動のアンセムとなる「ア・チェンジ・イズ・ゴナ・カム」のレコーディングを行った。翌1964年、連邦議会は公民権法を可決し、公共施設における人種隔離は禁止となった。

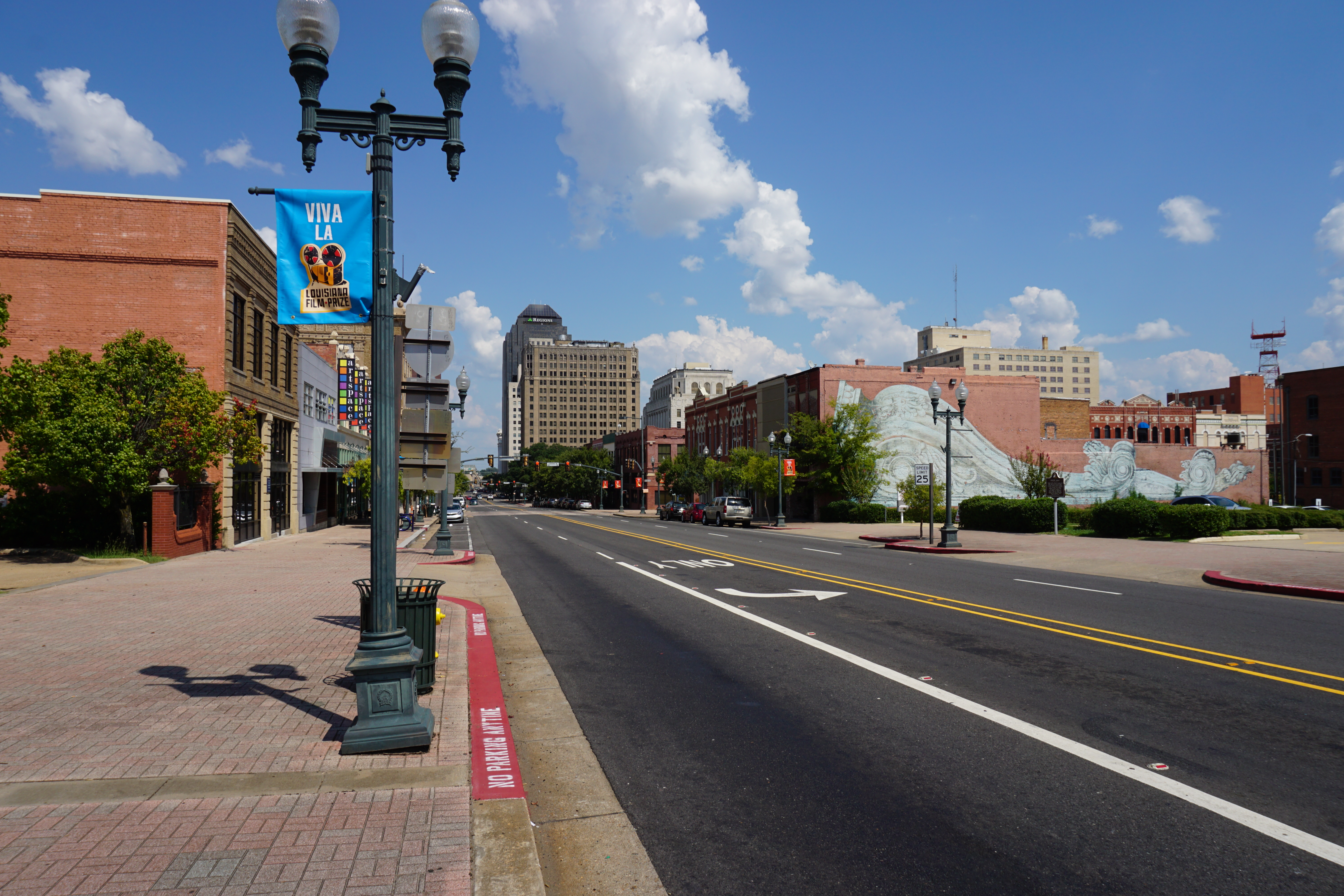
ダウンタウンのテキサス・ストリートのレンガ敷き歩道（2015年）

20世紀初頭から中盤にかけては石油産業がシュリーブポートの地域経済を支えてきたが、1960年代に入ると石油会社が次々とシュリーブポートを離れ、衰退へと向かった。その後1990年代中盤、シュリーブポートにカジノができ、河畔地区およびダウンタウンの再生が促された。また、街路景観美化プロジェクトの中で、ダウンタウンの多くの街路でレンガ敷きの歩道や横断歩道が設けられ、像や彫刻が立てられ、モザイク装飾も施された。レッド川に架かるロング・アレン橋は住民から賛否両論あったものの、ネオンでライトアップされるようになった。
ヘンリー・ミラー・シュリーブが航行可能にし、初期のシュリーブポートに蒸気船交易による発展をもたらしたレッド川は、交通の主役が蒸気船から鉄道へと変わったことによって使われなくなり、放置されたために、1910年代中盤頃には航行不能になったが、1994年、工兵隊が流路に閘門や運河を整備し、再び航行可能になった。その後、翌1995年には市の南側の市境から南へ約6.5kmの地点に、レッド川の河港であるカドー・ボージャー港が開港した。

## 地理

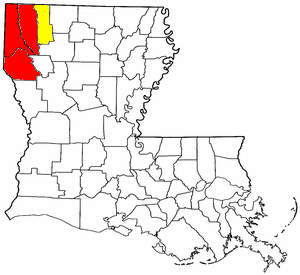
シュリーブポート・ボージャーシティ・ミンデン広域都市圏
シュリーブポート・ボージャーシティ都市圏
ミンデン小都市圏

シュリーブポートは北緯32度30分53秒 西経93度44分50秒 / 北緯32.51472度 西経93.74722度に位置している。ダラスからは東へ約300km、州都バトンルージュからは北西へ約370km、ニューオーリンズからは北西へ約500kmに位置する。テキサス州との州境からは東へ約30km、アーカンソー州との州境からは南へ約55kmである。
アメリカ合衆国国勢調査局によると、シュリーブポート市は総面積312.9km2（120.8mi2）である。そのうち272.9km2（105.4mi2）が陸地で40.0km2（15.4mi2）が水域である。総面積の12.79%が水域となっている。
シュリーブポートの市域はミシシッピ川の支流であるレッド川の南西岸、ほぼ平坦な地形の上に広がっている。市域のほとんどはカドー郡に属するものの、レッド川の経年流路変更の影響で、東側のごく一部はボージャー郡の郡域に入り込んでいる。ダウンタウンの標高は58mである。レッド川を隔てた北東岸には、シュリーブポートと共に都市圏を形成するボージャーシティの市域が広がっている。この都市圏はシュリーブポート・ボージャーシティ両市がそれぞれ属するカドー・ボージャー両郡のほか、南のデソト郡を含む3郡にまたがっており、その面積は6,730km2（2,598mi2）である。この都市圏に、東に隣接するミンデン小都市圏（ウェブスター郡）を加えた広域都市圏の面積は8,272km2（3,193mi2）である。

### 気候
シュリーブポートの気候は、ケッペンの気候区分でこそアメリカ合衆国東海岸や南部に広く分布している温暖湿潤気候（Cfa）に属するが、実際には蒸し暑い夏と温暖で過ごしやすい冬に特徴付けられる、亜熱帯性に近い気候である。最も暑い8月の平均気温は約28℃、最高気温の平均は約35℃で、日中はほぼ毎日32℃を超える。最も寒い1月でも平均気温は8℃、最低気温の平均は2℃で、気温が氷点下に下がることは平年で月11日程度である。降水量は1年を通じてほぼ一定しており、月間100-140mm、年間1,300mm程度である。冬季の降雪はまれである。
シュリーブポートには、全米に122ヶ所、ルイジアナ州内に3ヶ所ある国立気象局の支局の1つが置かれている。シュリーブポート支局はルイジアナ州北西部、テキサス州北東部、アーカンソー州南西部、およびオクラホマ州南東端のマカーテン郡を管轄している。
|               | 1月   | 2月   | 3月   | 4月   | 5月   | 6月   | 7月  | 8月  | 9月  | 10月  | 11月  | 12月  | 年      |
| ------------- | ----- | ----- | ----- | ----- | ----- | ----- | ---- | ---- | ---- | ----- | ----- | ----- | ------- |
| 平均気温（℃） | 8.2   | 10.3  | 14.4  | 18.4  | 22.9  | 26.6  | 28.3 | 28.4 | 24.9 | 19.1  | 13.6  | 8.9   | 18.7    |
| 降水量（mm）  | 106.7 | 121.9 | 104.1 | 106.7 | 124.5 | 137.2 | 94.0 | 68.6 | 81.3 | 127.0 | 114.3 | 121.9 | 1,308.2 |

### 都市概観と建築物

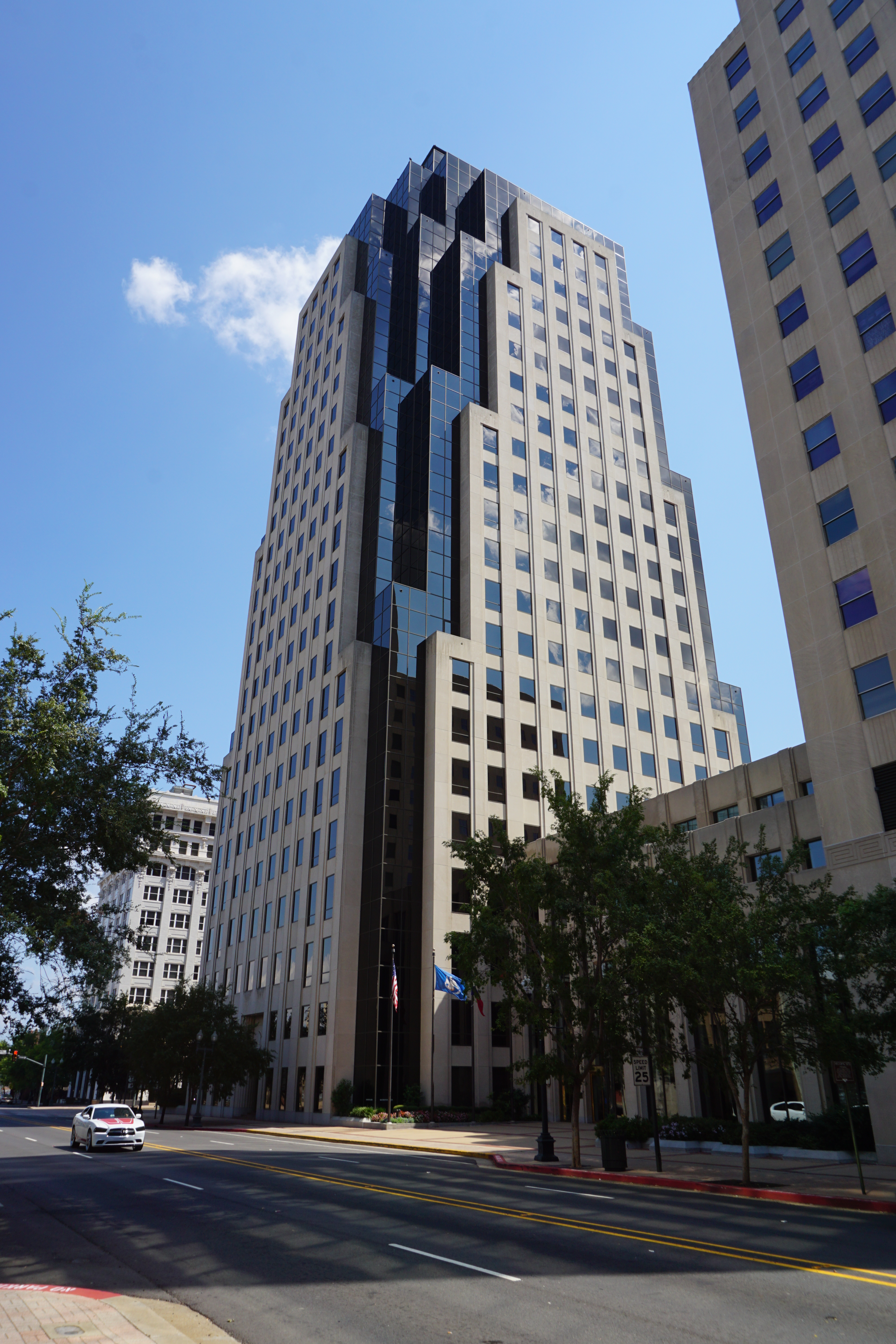
リージョンズ・タワー

シュリーブポートのダウンタウンはレッド川の南西岸、クロス・バイユー/12マイル・バイユーとレッド川との合流点の南に形成されている。ダウンタウンの街路は整然と区画されているが、レッド川の流路に平行（北西-南東）な街路と垂直（北東-南西）な街路が交わる形になっている。ダウンタウンの目抜き通りとなっているのは北東-南西方向に通るテキサス・ストリート（国道79号線）で、レッド川に架かるロング・アレン橋で対岸のボージャーシティにも通じている。また、このテキサス・ストリート沿い、マーケット・ストリートの南角には、シュリーブポートで最も高い建物である、25階建て、高さ111mのリージョンズ・タワー が建っている。

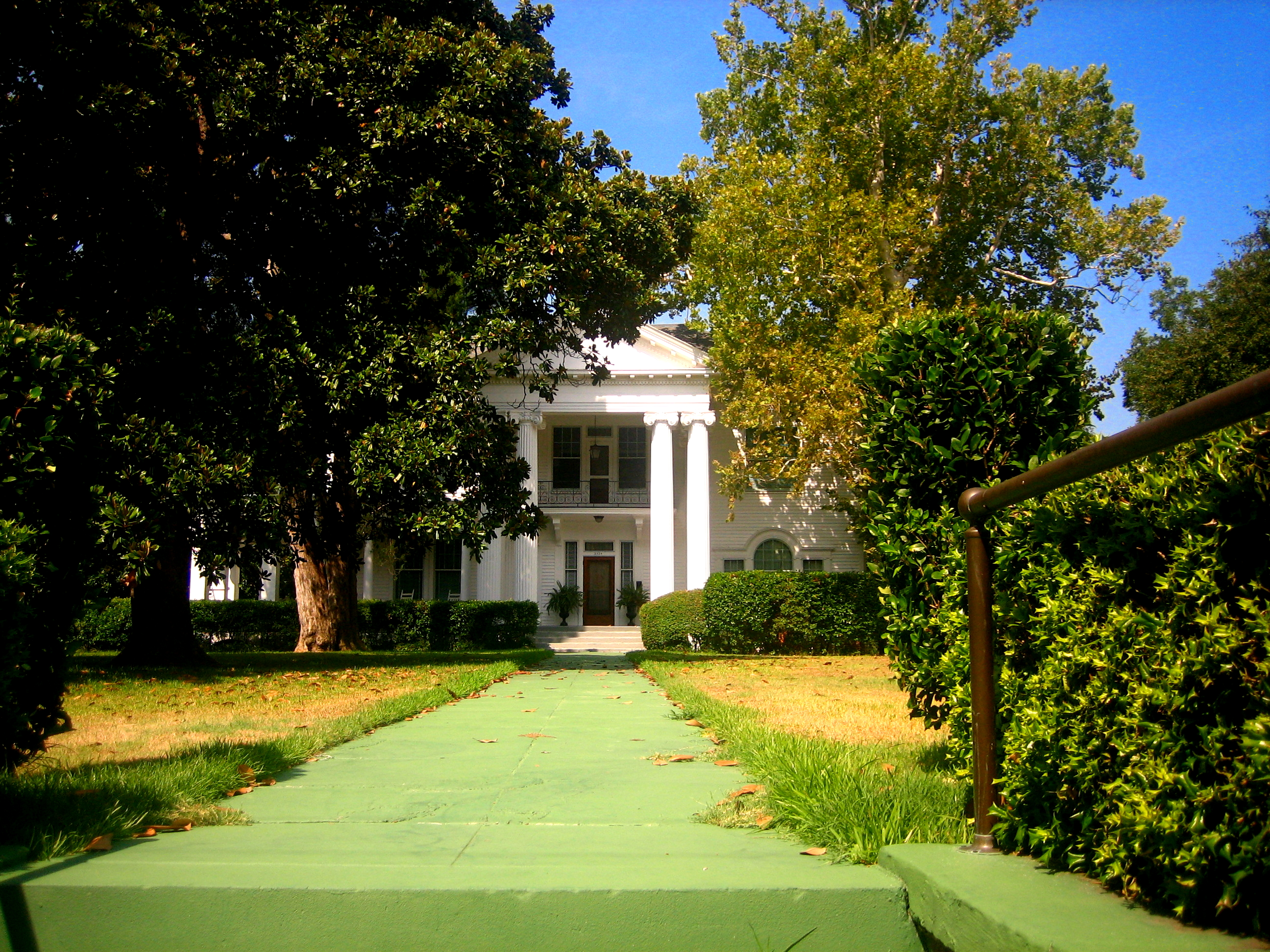
フェアフィールド歴史地区内に保存されている、第27代ルイジアナ州副知事トーマス・チャールズ・バーレットの家

ダウンタウンから州間高速道路I-20を隔てた南東には、3つの歴史地区を含む住宅地が広がり、歴史的な家屋が点在している。ダウンタウンとI-20を挟んですぐ南東、概ねバイン・ストリートから南へ、キングス・ハイウェイまでのハイランド・アベニュー沿いは、ハイランド歴史地区に指定されている。その西、概ねオリーブ・ストリートからキングス・ハイウェイまでのフェアフィールド・アベニュー沿い、I-49の東側は、フェアフィールド歴史地区に指定されている。その南、概ねトラビュー・ストリートからサウスランド・ストリートまでのフェアフィールド・アベニューとライン・アベニューの間は、サウス・ハイランズ歴史地区に指定されている。これら3つの歴史地区は、すべて国家歴史登録財に登録されている。

## 政治

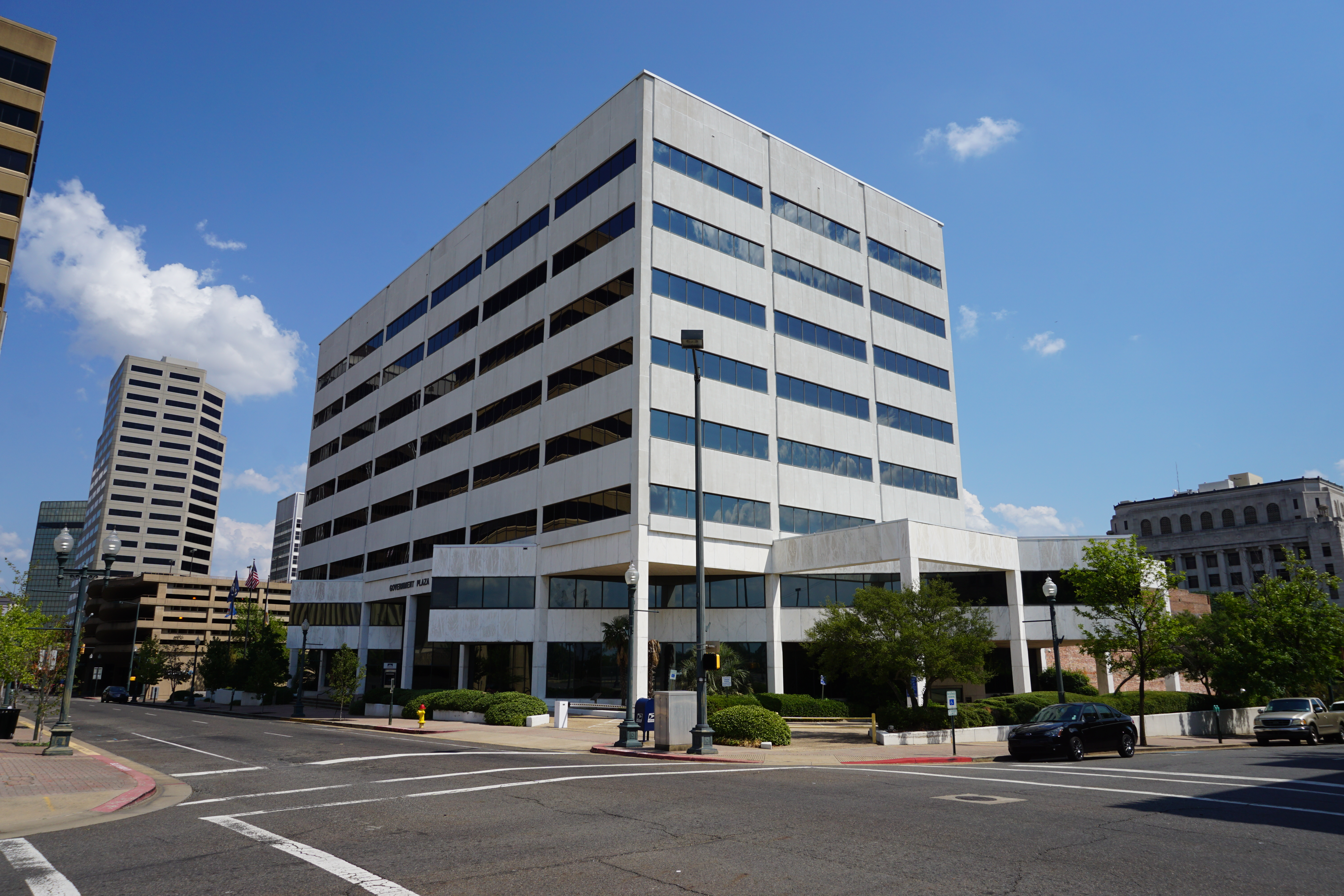
シュリーブポート市庁舎

シュリーブポートは市長制を採っている。市長は市の代表であるとともに市の行政の最高責任者であり、市の執行部および行政各局の管理責任を負う。ただし、市の行政実務においては最高総務責任者が事実上の長であり、市長を補佐するを共に、市政府各局の監督および調整に責任を負う。市長および最高総務責任者は市議会に出席して意見を述べる権利を持っているが、議決において票を投じることはできない。市長の任期は4年であり、連続2期8年を満了した後の、3期目以上の連続多選は禁じられている。
市の立法機関である市議会は7人の議員から成っている。市議員は市を7つに分けた小選挙区から1人ずつ選出される。市議員の任期は4年であり、市長と同様、連続2期8年を満了した後の、3期目以上の連続多選は禁じられている。

## 経済
前述の通り、かつて、20世紀初頭から中盤にかけて、シュリーブポートは石油産業の中心地であったが、1960年代頃から衰退し始め、1980年代の不況が追い討ちとなって壊滅的な打撃を受けた。また、シュリーブポートにはゼネラルモーターズが大規模な工場を置き、シボレー・コロラドやいすゞ・iシリーズの生産が行われていたが、2012年8月に閉鎖した。その後、この工場は新興自動車製造会社エリオ・モーターズに買い取られ、同社の超低燃費三輪自動車の製造拠点となっている。

### 観光業

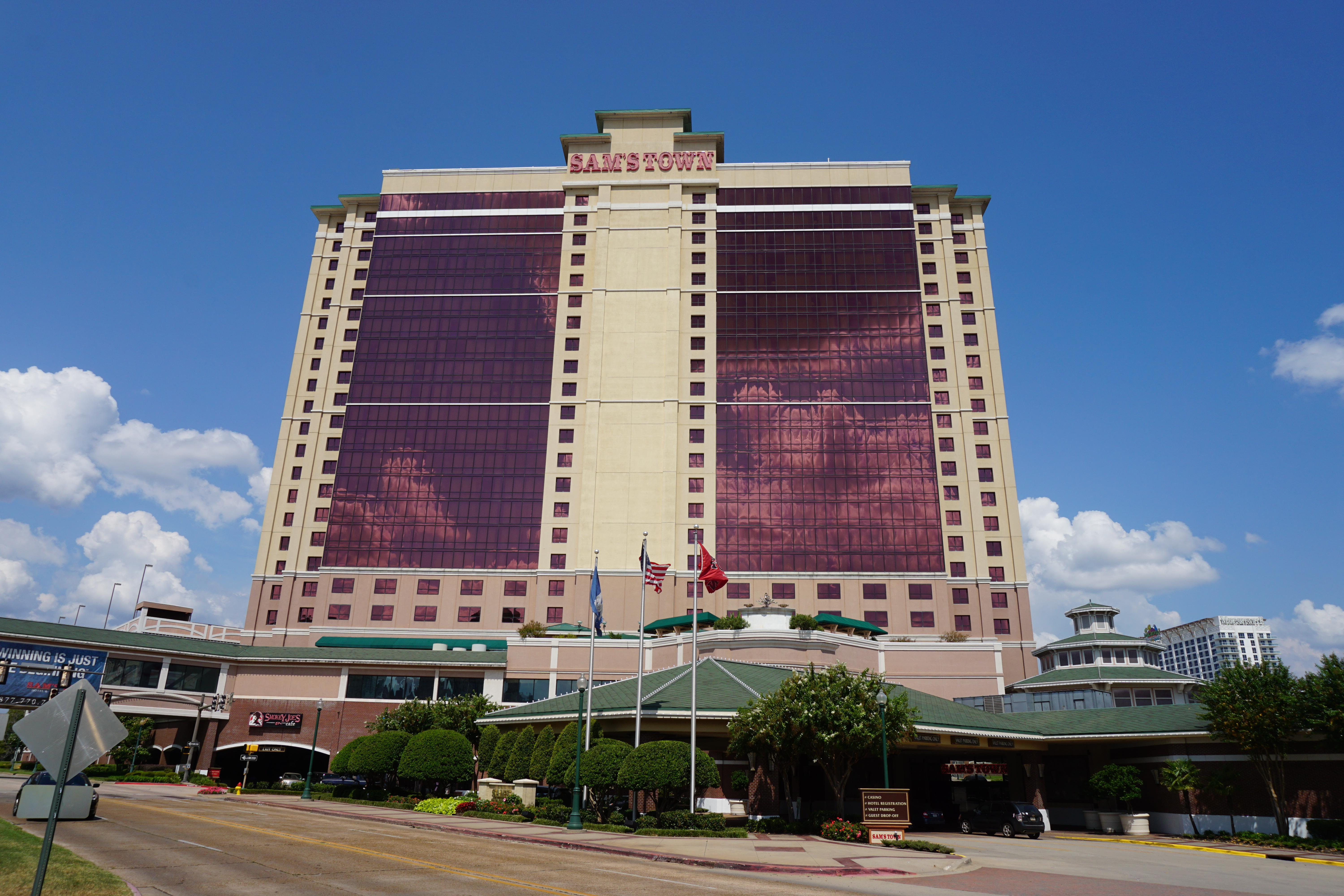
サムズ・タウン・ホテル・アンド・カジノ・シュリーブポート

石油産業や自動車産業に代わってシュリーブポートの地域経済を支えるようになってきているのが、1990年代中盤以降に建ち始めたカジノをはじめとする観光業・サービス業である。ダウンタウンのレッド河畔にはサムズ・タウン・ホテル・アンド・カジノ・シュリーブポート、およびエルドラド・リゾート・カジノ・シュリーブポートの、2つのカジノつきリゾートホテルが建っている。また、ボージャーシティ側にも4つのカジノつきホテルが建っている。また、ボージャーシティ側のレッド河畔は、2005年にルイジアナ・ボードウォークという屋外型アウトレットモールとして整備され、70以上の店舗や飲食店が建ち並んでいる。

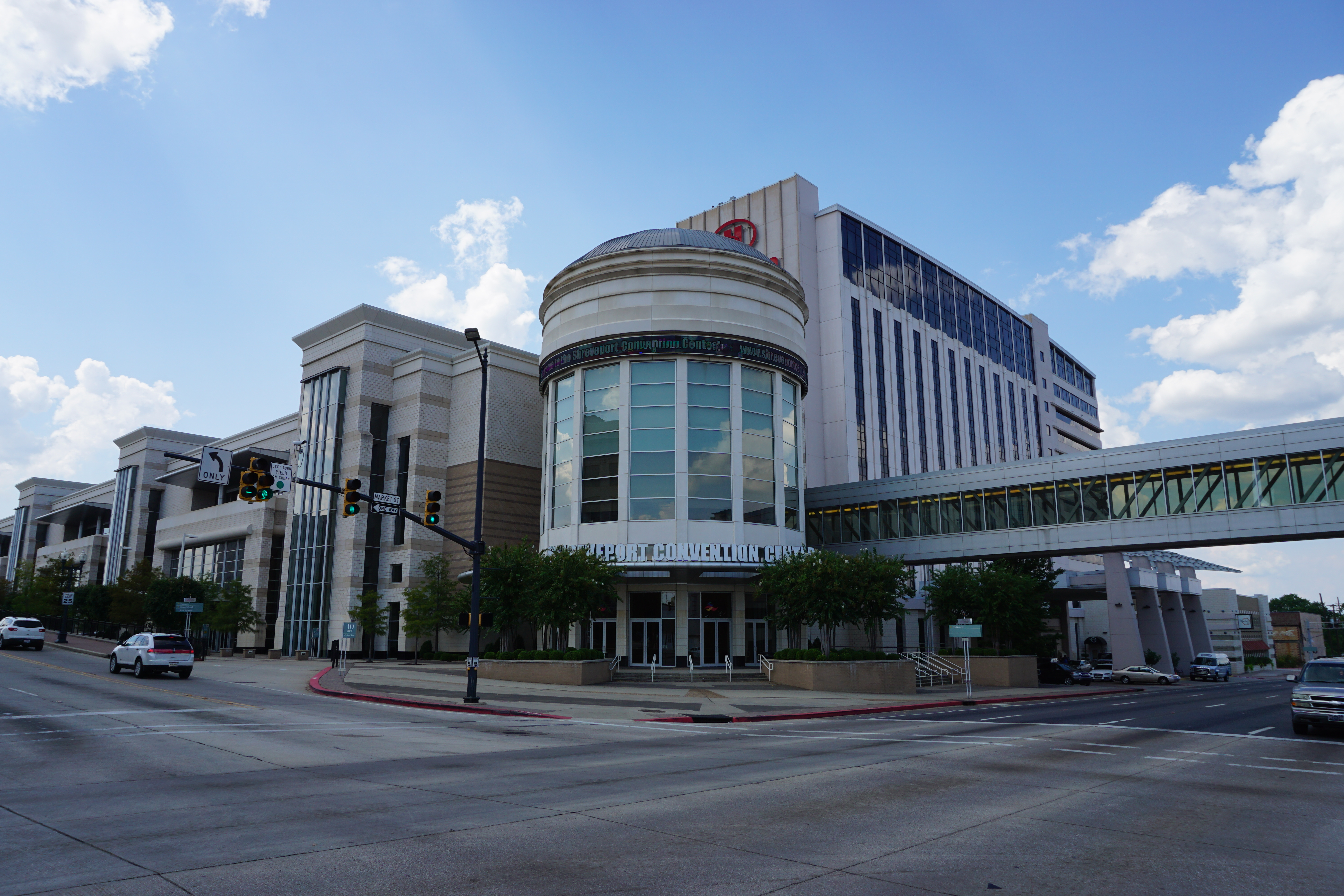
シュリーブポート・コンベンション・センター

ダウンタウン、エドワーズ・ストリートがカドー・ストリートに突き当たるT字路の北西側にはシュリーブポート・コンベンション・センターが立地している。このコンベンション・センターは展示場と会議室をあわせて32,500m2以上を有する多目的施設である。同センターは公共施設の管理を専門的に行う会社、SMG社によって管理されている。また、同センターの北東隣にはヒルトンホテルが建っている。

### シェールガス

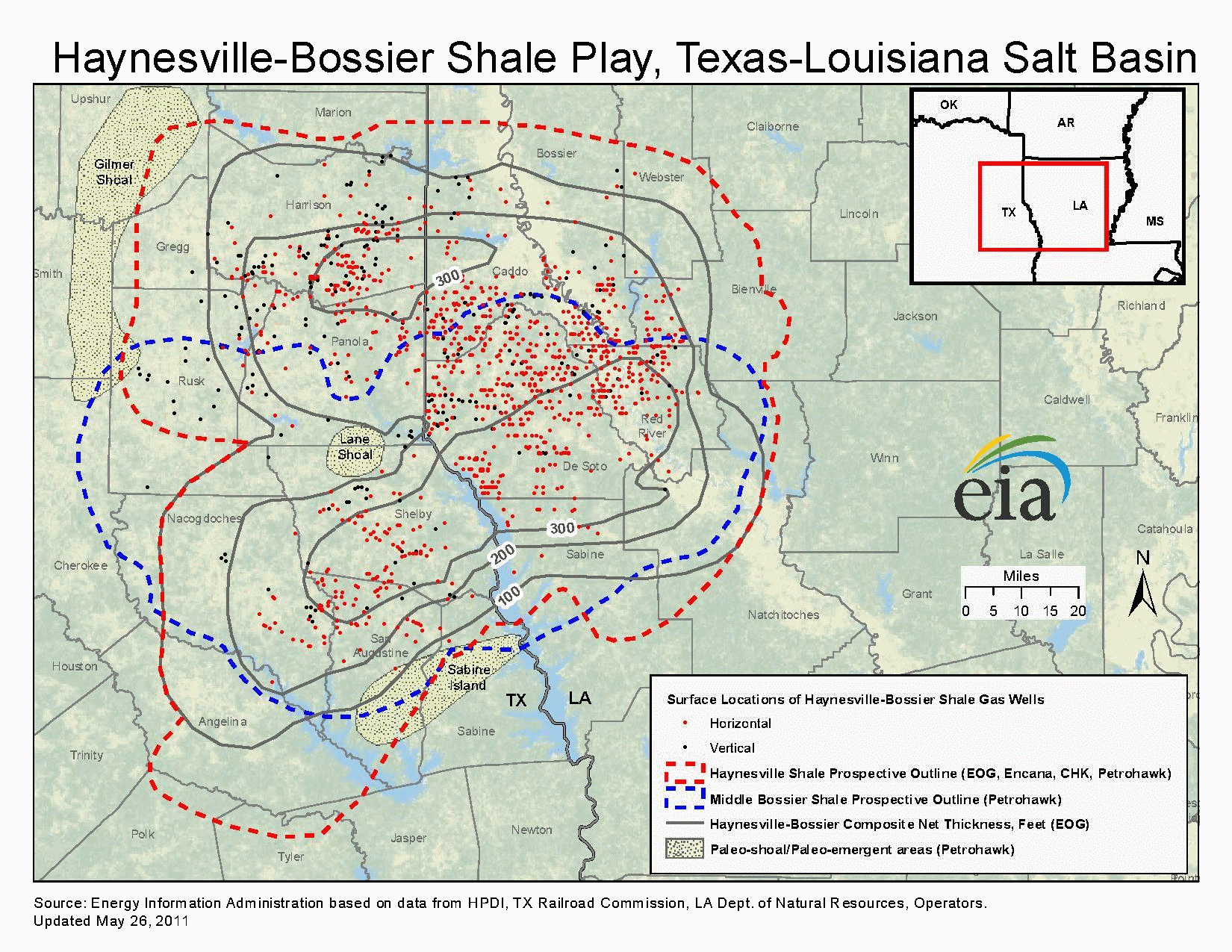
ルイジアナ州北西部およびテキサス州北東部におけるヘインズビル頁岩層の広がり（推定）およびガス井の分布

20世紀に石油産業が発展したように、21世紀に入って、新たな天然資源がシュリーブポートを再び資源都市として復活させると期待されている。2008年、南郊のデソト郡で、アメリカ合衆国本土最大、7兆m3のシェールガス埋蔵量を有すると推定されるヘインズビル頁岩層が見つかり、シュリーブポートはガスブームに沸いた。2012年にガス価格が下落し始めると一時的に下火になったものの、2010年代後半に入ると、この地域でのシェールガス採取は再び活発化の動きを見せている。

### 軍事

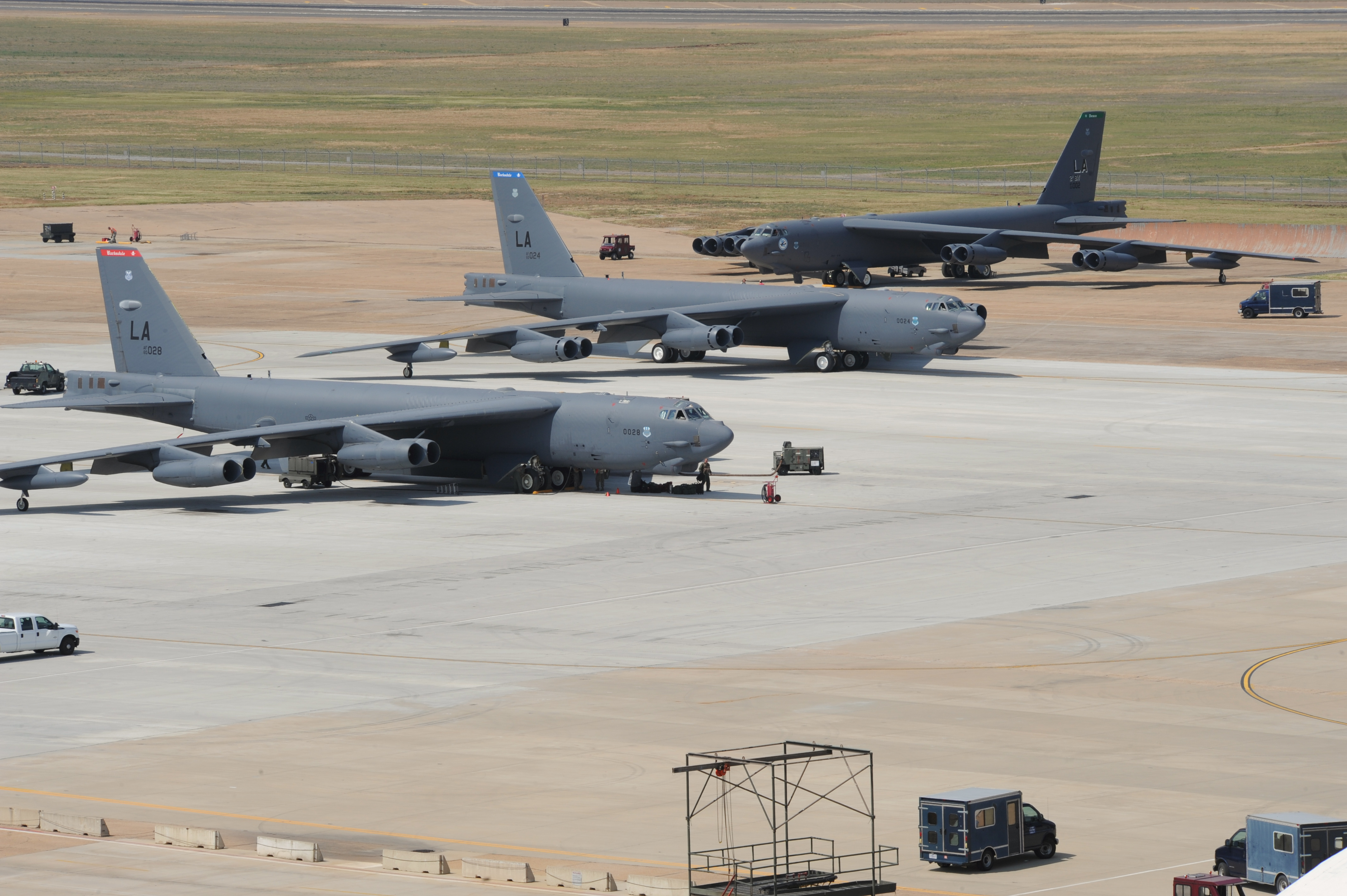
バークスデール空軍基地に停機中の3機のB-52H

レッド川の対岸、ボージャーシティには、シュリーブポート都市圏最大の雇用主である バークスデール空軍基地が立地している。この基地は第一次世界大戦で戦績を挙げた陸軍飛行隊の先駆け的な飛行士、ユージーン・ホーイ・バークスデール中尉にちなんで名付けられ、1933年に設けられた。この基地には地球規模攻撃軍団、および同軍団を構成する2つの軍のうちの1つで、湾岸戦争や砂漠の狐作戦、アフガニスタン紛争での戦績で名高い第8空軍の司令部が置かれ、その第2爆撃航空団が配備され、B-52を装備している。

### 映画産業

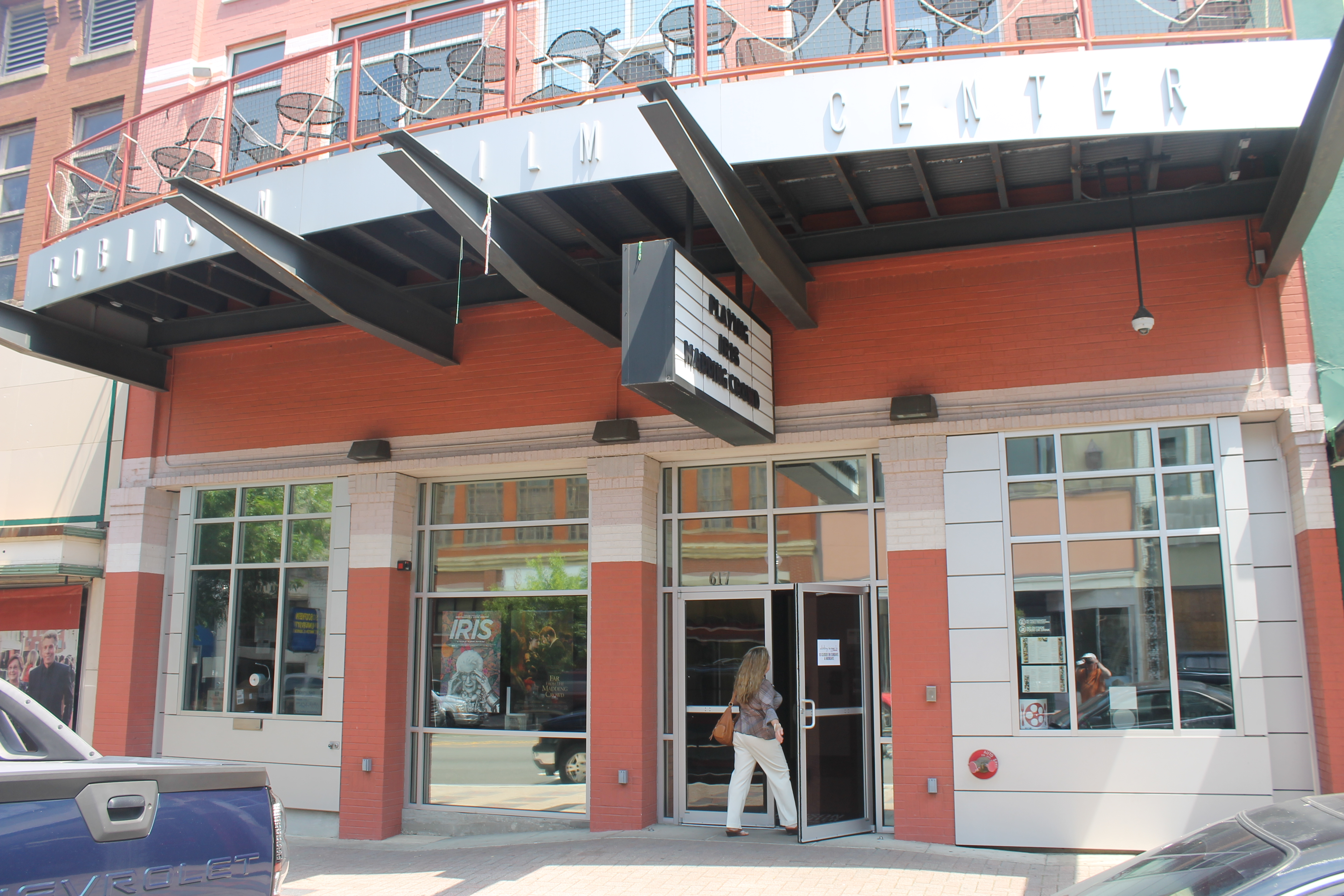
ロビンソン映画センター

州政府による税制面での優遇により、ルイジアナ州はカリフォルニア州、ニューヨーク州に次ぐ全米第3の映画産業のメッカになっており、「ハリウッド・サウス」とも呼ばれる。とりわけシュリーブポート都市圏は多数の録音スタジオや人工的に様々な波を創り出す装置を備えたスタジオ、インディペンデント映画から往年の名画まで幅広く放映する非営利のロビンソン映画センター等が立地し、またロケ地にも富んでいる ことから、2016年9月現在で300
本を超える作品が撮影・制作されてきた。加えて、2012年からは、予選を勝ち抜いた21本の短編映画をシュリーブポート・ボージャーシティ両市の複数の映画館で放映し、鑑賞者による投票で優勝作品を決める、ルイジアナ映画祭が開催されている。

## 医療

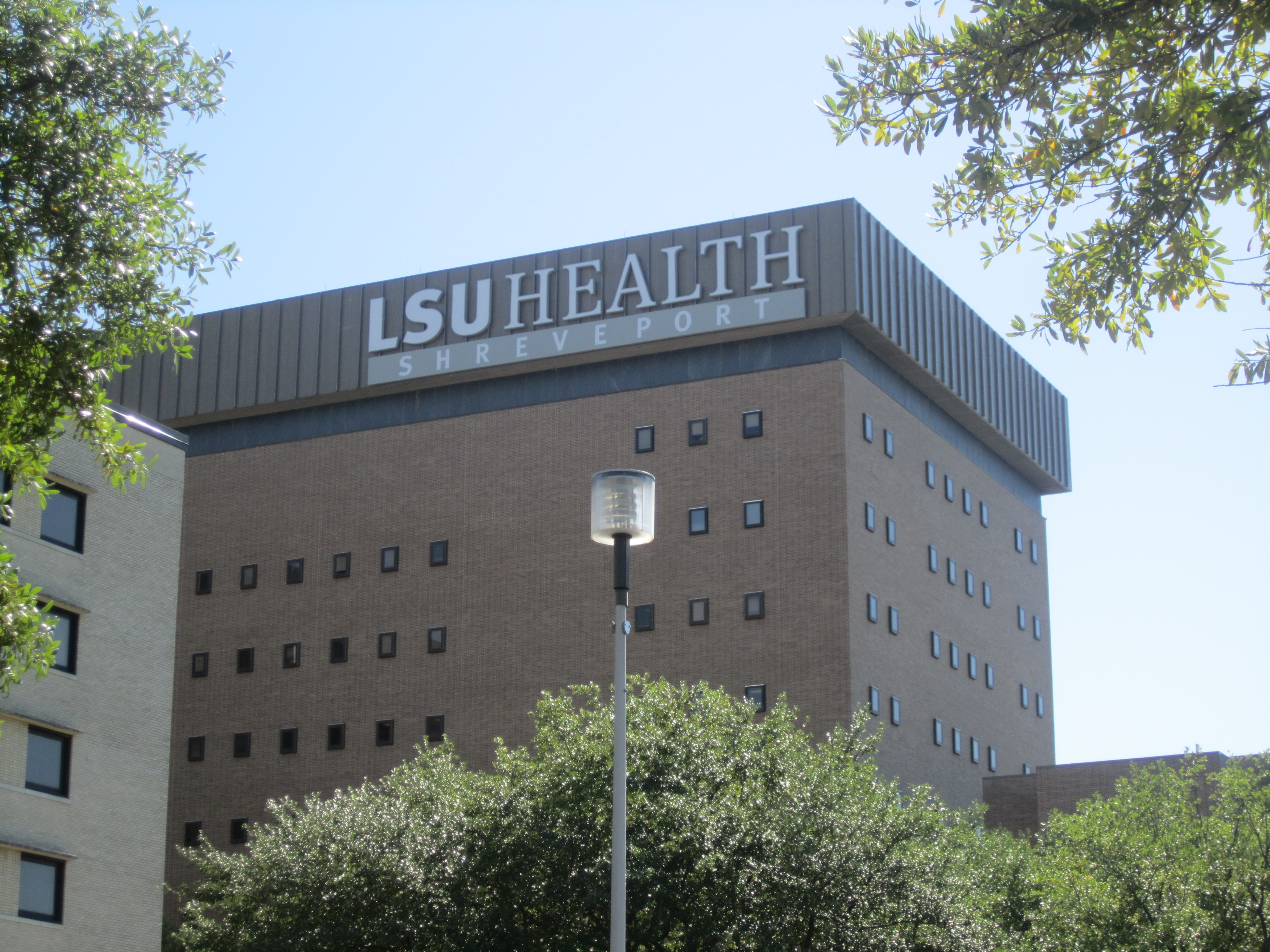
ルイジアナ州立大学医療センター・シュリーブポート

シュリーブポートは地域の医療の中心にもなっている。ダウンタウンの南南西約5km、キングス・ハイウェイとリンウッド・アベニューの南西角に立地するルイジアナ州立大学医療センター・シュリーブポートは州内2ヶ所にあるルイジアナ州立大学医学部の附属病院のうちの1ヶ所（もう1ヶ所はニューオーリンズ）である。同院はもともと、1876年に創立したチャリティ病院（その後南軍記念医療センターに改称）を前身とし、1976年にルイジアナ州立大学の医学部に組み入れられたものである。
ダウンタウンの南西約5km、グリーンウッド・ロード、ハーン・アベニュー、ベシー・ストリート、メープル・ストリートに囲まれた3ブロックには、ウィリス・ナイトン医療センターの施設が建ち並んでいる。同院はルイジアナ州内で3位という評価を受けており、特に慢性閉塞性肺疾患治療、大腸癌手術、心不全治療、および股関節置換術の4分野で高い評価を得ている。
その他、シュリーブポートの主要な病院としては、クリスタス・シュンパートやシュライナーズ小児病院等が挙げられる。

## 交通
シュリーブポートの玄関口となる商業空港は、ダウンタウンの南西約7.5km、I-20と環状線のジャンクションの南東に立地するシュリーブポート地域空港（IATA: SHV）である。同空港にはアメリカン航空によるダラス・フォートワース便およびシャーロット便、デルタ航空によるアトランタ便、ユナイテッド航空によるヒューストン便およびデンバー便のほか、アレジアント・エアによるラスベガス便およびオーランド・サンフォード便（季節便）が発着している。ダウンタウンの北約5.5kmにも、1931年に開港したシュリーブポート・ダウンタウン空港が立地しているが、1952年にシュリーブポート地域空港が開港してからは、専らゼネラル・アビエーション、および混雑緩和用の空港として使われている。

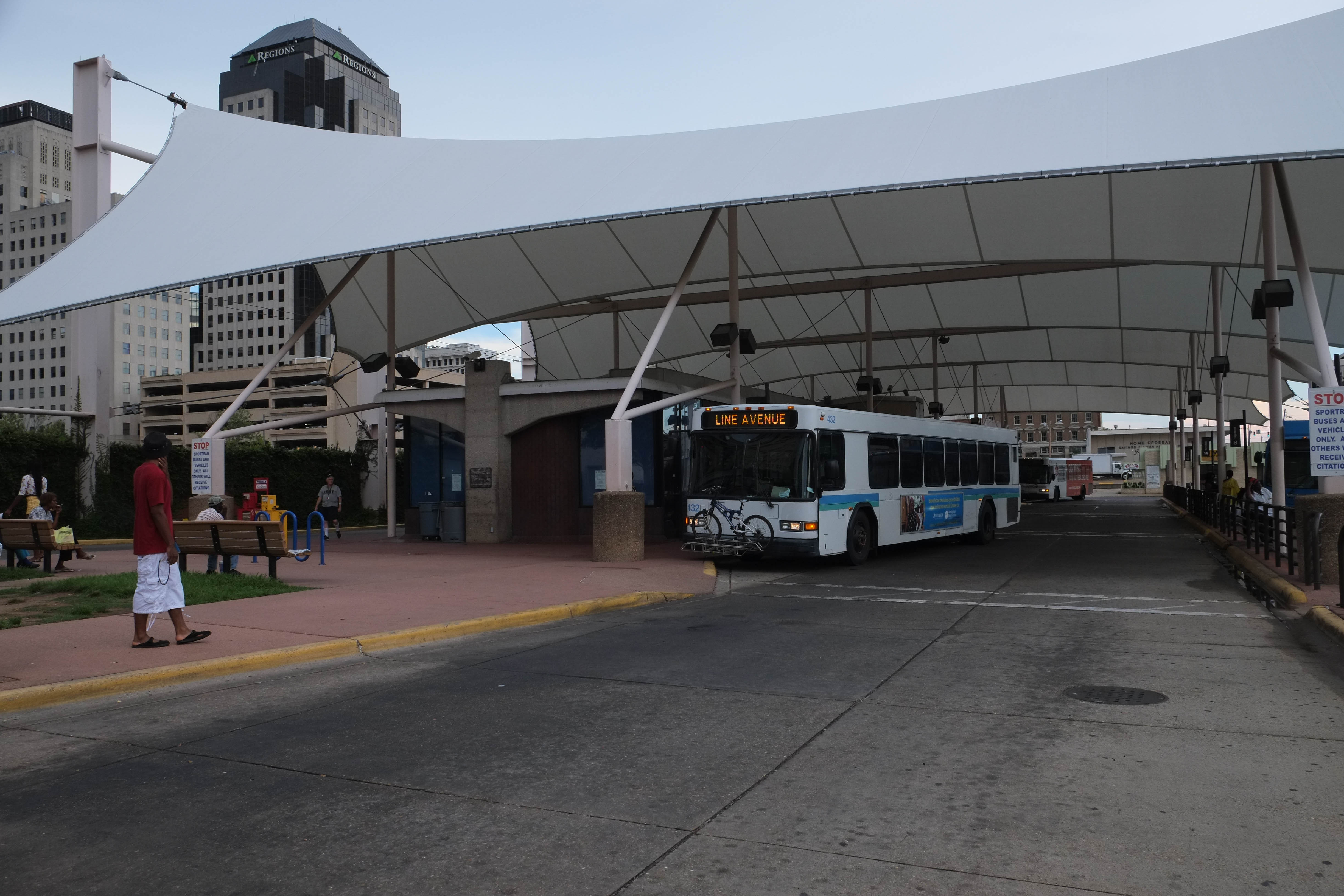
ダウンタウンに立地するSporTranのバスターミナル

シュリーブポートではI-20およびI-49の2本の州間高速道路が交わる。I-20はテキサス州北部を横断してルイジアナ州に入り、サウスカロライナ州まで深南部を横断する幹線である。シュリーブポートにおいては、市中央部を東西に横切り、ダウンタウンのすぐ南東を通っており、ダウンタウンとハイランド地区の境界になっている。I-20の支線であるI-220はシュリーブポート・ボージャーシティ両市北部を迂回するバイパスで、I-20以南のルイジアナ州道3132号線とあわせてシュリーブポートの環状線を成している。I-49は州南西部のラファイエットや州中部のアレクサンドリアとシュリーブポートを結ぶ路線で、ダウンタウンのすぐ南西でI-20に合流する。I-20以北のシュリーブポート市内では未成だが、北郊からアーカンソー州テクサーカナへと通じている。それ以北も、アーカンソー州西部のほとんどで未成であるものの、同州北西部からミズーリ州西部は既に開通しており、全通するとルイジアナとカンザスシティが結ばれることになる。また、ヒューストン都市圏とメンフィス都市圏との間が未成になっているI-69は、シュリーブポート・ボージャーシティ両市の南東を通るルートが提案されている。I-69は大部分が未成となっているが、これを全通させ、カナダ国境のミシガン州ポートヒューロンとテキサス州のメキシコ国境を結ぶ、NAFTAスーパーハイウェイとする構想が挙がっている。
グレイハウンドのバスターミナルはダウンタウンにあり、ダラスとアトランタを結ぶバス、およびヒューストンとテクサーカナを結ぶバスが停車し、またシュリーブポートとニューオーリンズを結ぶバスが発着する。アムトラックの駅はないが、テキサス州の貸切バス会社ローン・スター・コーチズが同州ロングビューのアムトラック駅とシュリーブポートを結ぶバスを、テキサス・イーグル号のダイヤに合わせて運行している。
シュリーブポートの公共交通機関としては、シュリーブポート地域交通システム（SporTran）が路線バス網を 運行している。この路線バス網は17系統を有し、シュリーブポート・ボージャーシティ両市をカバーしている。

## 教育

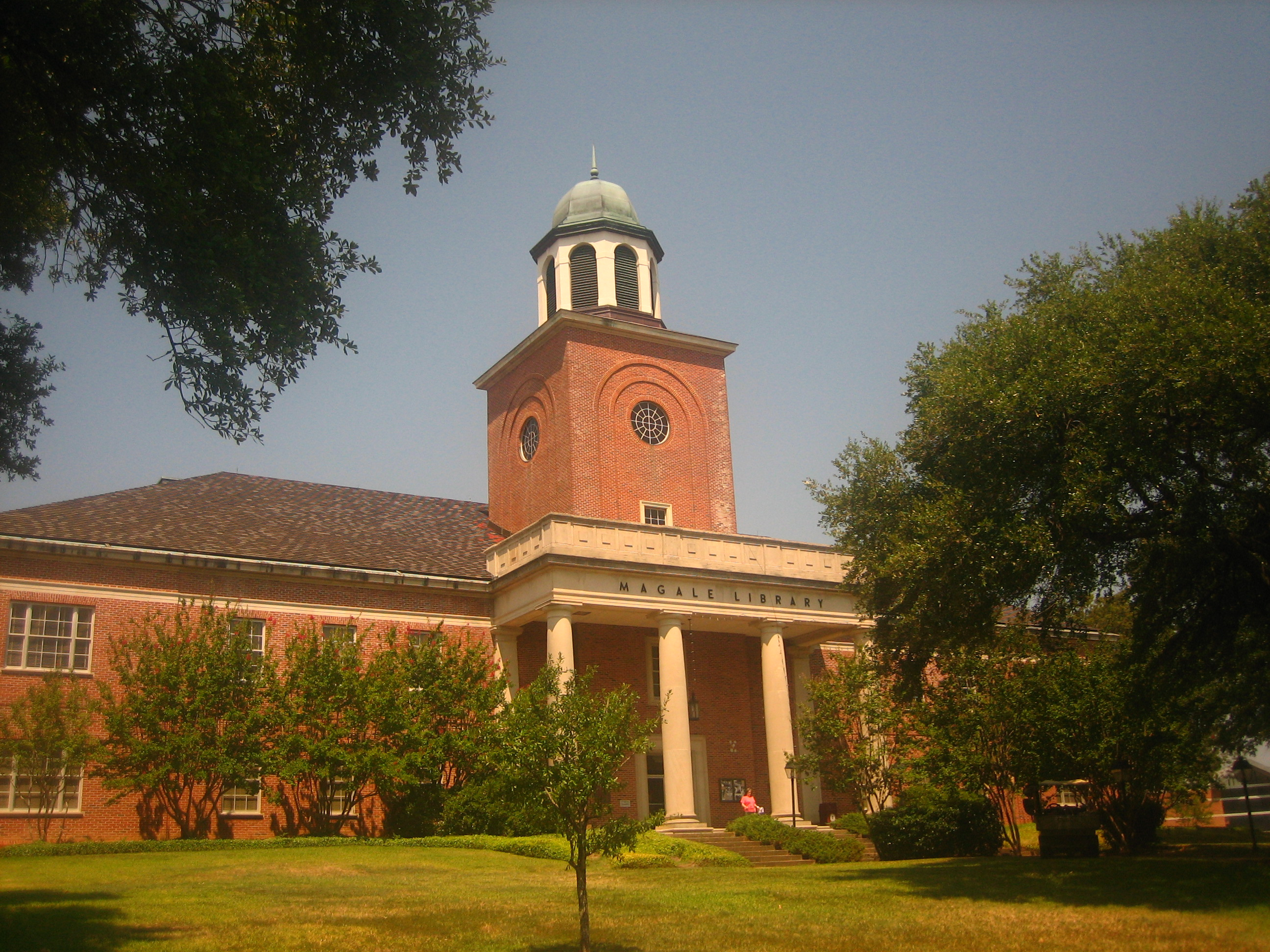
センテナリー大学ルイジアナ

ダウンタウンの南南東約3.5km、ハイランド歴史地区のすぐ東、ウィルキンソン・ストリートとキングス・ハイウェイの間のセンテナリー・ブールバード沿いにはメソジスト系の私立リベラル・アーツ・カレッジ、センテナリー大学ルイジアナが65エーカー（263,000m2）のキャンパスを構えている。同学は1825年にジャクソン村（バトンルージュ郊外）で創立したルイジアナ州最古の大学で、1908年にシュリーブポートに移転してきた。同学は学生数約500人という小規模な大学で、学生対教授の比は8:1、85%の授業が20人以下という、徹底した少人数制の教育を行っている。同学は21の専攻プログラムで学士の学位を授与しているほか、Individualized Major として、学生がカスタマイズして学際的に履修し、学位を取得することもできる。また、同学は新入生が入学前の8月にパリでのフィールドワークで4単位を取得できるプログラム や、学部の3-4年次に大学院修士課程の科目を並行履修することで最短4年で教育学修士の学位を取得できるプログラム、同学で3年学んだ後に3校の提携大学（ケース・ウェスタン・リザーブ大学、コロンビア大学、ワシントン大学セントルイス）のいずれかで2年学び、同学の教育学士と提携大学の理学士の学位を双方とも取得できる3-2工学プログラム といったユニークなプログラムを提供している。センテナリー大学ルイジアナは、USニューズ&ワールド・レポートの大学ランキングでは、全米のリベラル・アーツ・カレッジの中で上位150位以内に入る評価を受けている。

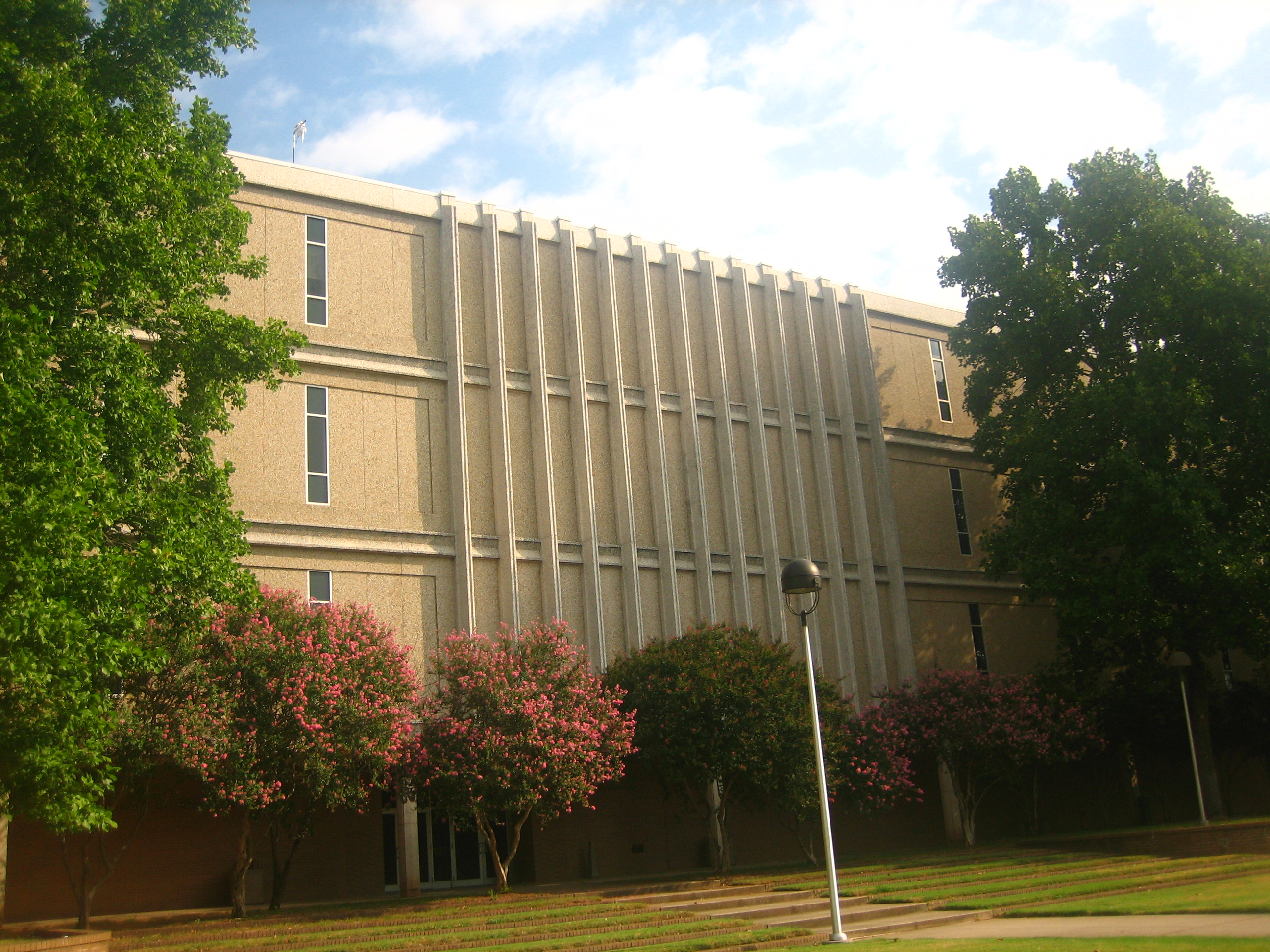
ルイジアナ州立大学シュリーブポート校

ダウンタウンから南東へ約11km、市南東端にはルイジアナ州立大学シュリーブポート校のキャンパスが広がっている。同学はバトンルージュに本校を置くルイジアナ州立大学システムの一角を成す州立総合大学で、1967年に創立した。同学は学部に25、大学院に12の専攻プログラムを有し、学部生約2,800人、大学院生約1,600人の学生を抱えている。

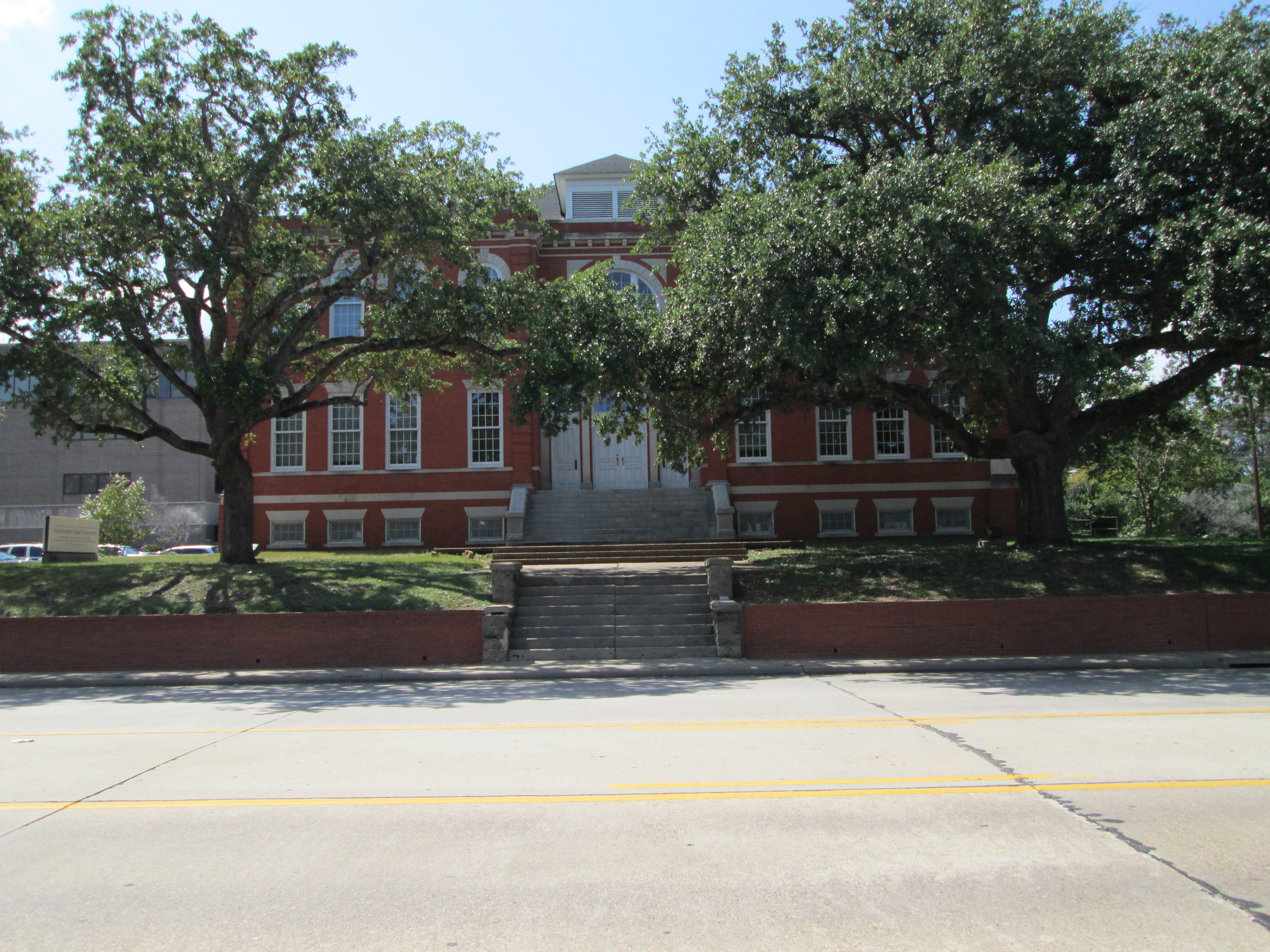
北西ルイジアナ州立大学看護学部の校舎になっている旧ライン・アベニュー学校。1981年に国家歴史登録財に登録された。

このほか、シュリーブポートには、北西ルイジアナ州立大学（本校はナケテシュ）の看護学部、およびルイジアナ工科大学（本校はラストン）のシュリーブポート・センター が置かれている。また、ルイジアナ工科大学は、バークスデール空軍基地内でも科目を開講している。
シュリーブポートにおけるK-12課程は、シュリーブポートに本部を置き、カドー郡全域をカバーするカドー公立学区の管轄下にある公立学校によって主に支えられている。同学区は小学校27校、小中一貫校12校、中学校9校、中高一貫校3校、高校12校を有している。

## 文化

### 美術館と博物館

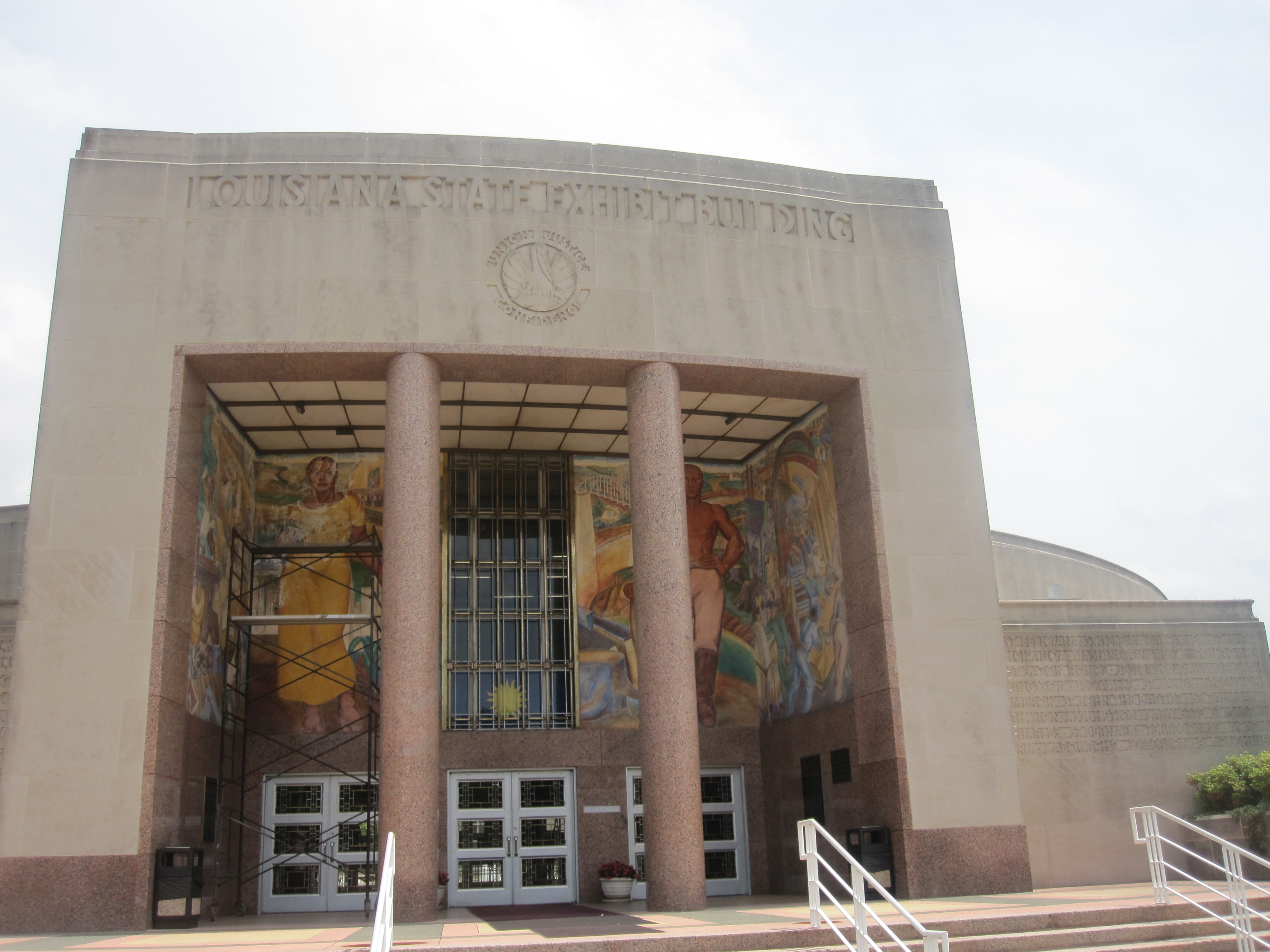
ルイジアナ州立展示博物館

ダウンタウンの南西約5km、グリーンウッド・ロード（国道80号線）とステート・フェア・グラウンドの間に挟まれたブロックにはルイジアナ州立展示博物館が立地している。同館は1937-38年にかけて、ニューディール政策の一環として建てられた。同館はルイジアナ州の歴史、自然史、および科学技術に関する事物やジオラマを展示すると共に、地元芸術家の作品や、ネイティブ・アメリカンの芸術作品を展示している。
ダウンタウン、レイク・ストリートがクライド・ファント・メモリアル・パークウェイに突き当たる西角にはルイジアナ科学センター（Sci-Port）が立地する。同館は自然科学、数学、天文学に関する、触れて学ぶことのできる展示物を展示している。また、同館はプラネタリウムおよびIMAXシアターを備えている。
同じくダウンタウンに立地する南部多文化センターは、ヒスパニック、アフリカン・アメリカン、ネイティブ・アメリカン、東西ヨーロッパ、東アジア、東インド、中東、そしてルイジアナらしくケイジャンやクレオールに至るまで、その名が示す通り多岐にわたる文化を反映する事物や芸術作品の展示、音楽の演奏会等を行っている。
ダウンタウンの北西、コモン・ストリート（州道3036号線）からレッド川の支流である12マイル・バイユー側へと入った突き当たりにはシュリーブポート水道博物館が立地する。同館は、1887年に市最初の水道施設として建てられ、1980年まで稼働していたポンプ場の施設と機械を保存し、博物館として一般に公開しているものである。この旧ポンプ場は、シュリーブポート水道局ポンプ場、もしくはマクニール・ストリート・ポンプ場として、1980年に国家歴史登録財に、1982年に国定歴史建造物に、そして1999年にはアメリカ土木学会によって歴史的土木建造物にそれぞれ登録された。

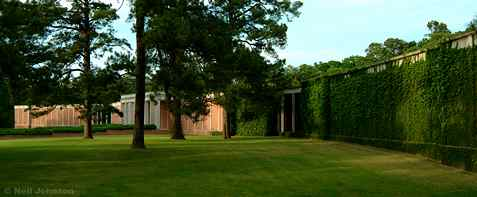
R・W・ノートン・アート・ギャラリー

ダウンタウンの南約6km、サウス・ハイランズ歴史地区に程近いクレスウェル・アベニュー沿いにはR・W・ノートン・アート・ギャラリーが立地する。同館は、1920年代にシュリーブポート北郊でロデッサ油田を発見し、財を成した石油王リチャード・W・ノートンの妻と息子が、リチャードの死後、1946年に、生前のリチャードの功績を称えると共に地域に還元するためにR・W・ノートン芸術財団を設立し、同財団が1966年に開館したものである。同館はアメリカ合衆国およびヨーロッパの絵画400点以上に加えて、数百点にのぼる彫刻作品、10,000冊以上の希少書籍、およびタペストリー、磁器、ガラス細工、銀細工といった工芸品を所蔵している。また、同館敷地内には40エーカー（162,000m2）の庭園があり、特に春には100種以上のツツジが咲き誇る。また、この庭園内にも、8点の彫刻作品が展示されている。
センテナリー大学ルイジアナのキャンパス内にはメドウズ美術館が立地する。同館は1975年にセンテナリー大学の創立150周年記念事業の一環として建てられたもので、芸術品の収集・保存と共に、同学の教育・研究も目的としている。同館は開館当初からのジョーン・ディスピュージョルによる300点のインドシナ・コレクションをはじめ、1,600点の芸術作品を収蔵している。
ダウンタウンのトラビス・ストリートとルイジアナ・アベニューの西角にはマーリーン・ユー美術館が立地する。同館は台湾出身のアジア系アメリカ人芸術家、マーリーン・ツェン・ユーの作品を保存・展示し、研究することを目的としている。

### 演技芸術

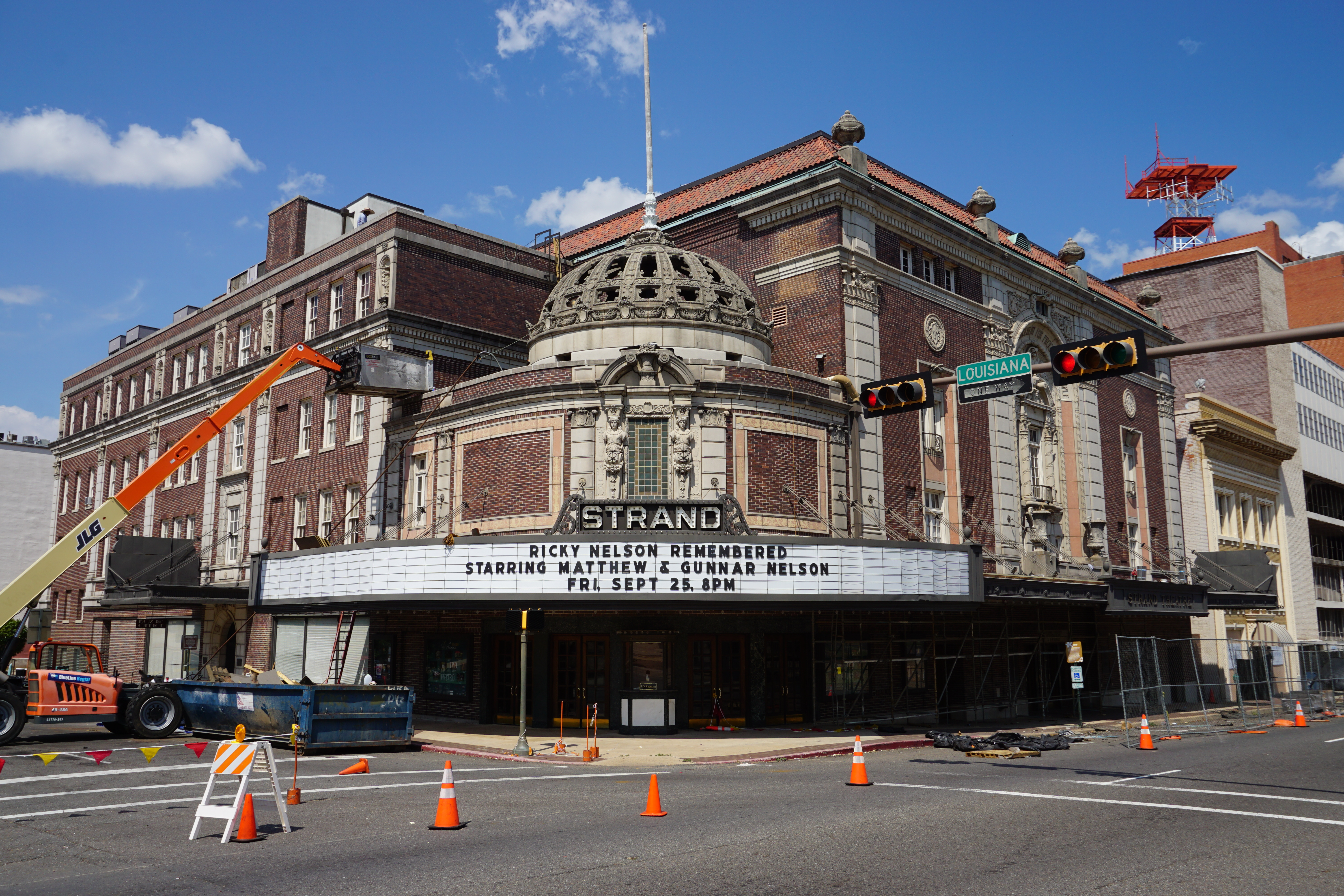
ストランド・シアター

ダウンタウン、ルイジアナ・アベニューとクロケット・ストリートの北角にはストランド・シアターが立地する。同劇場は1925年に歌劇場として建てられたものである。しかし、第二次世界大戦中には電力配給制限のためにシャンデリアが3つを残して全て取り外されてニューオーリンズに送られ、戦後は映画館に転用された。その映画館も1970年代中盤には客足の減少から一旦は閉館に追い込まれたが、7年にわたる大規模な改修を経て1984年に再開館、その後はブロードウェイのミュージカルやコンサート、演劇やダンスの公演と、幅広く使われている。ストランド・シアターは、1977年に国家歴史登録財に登録された。

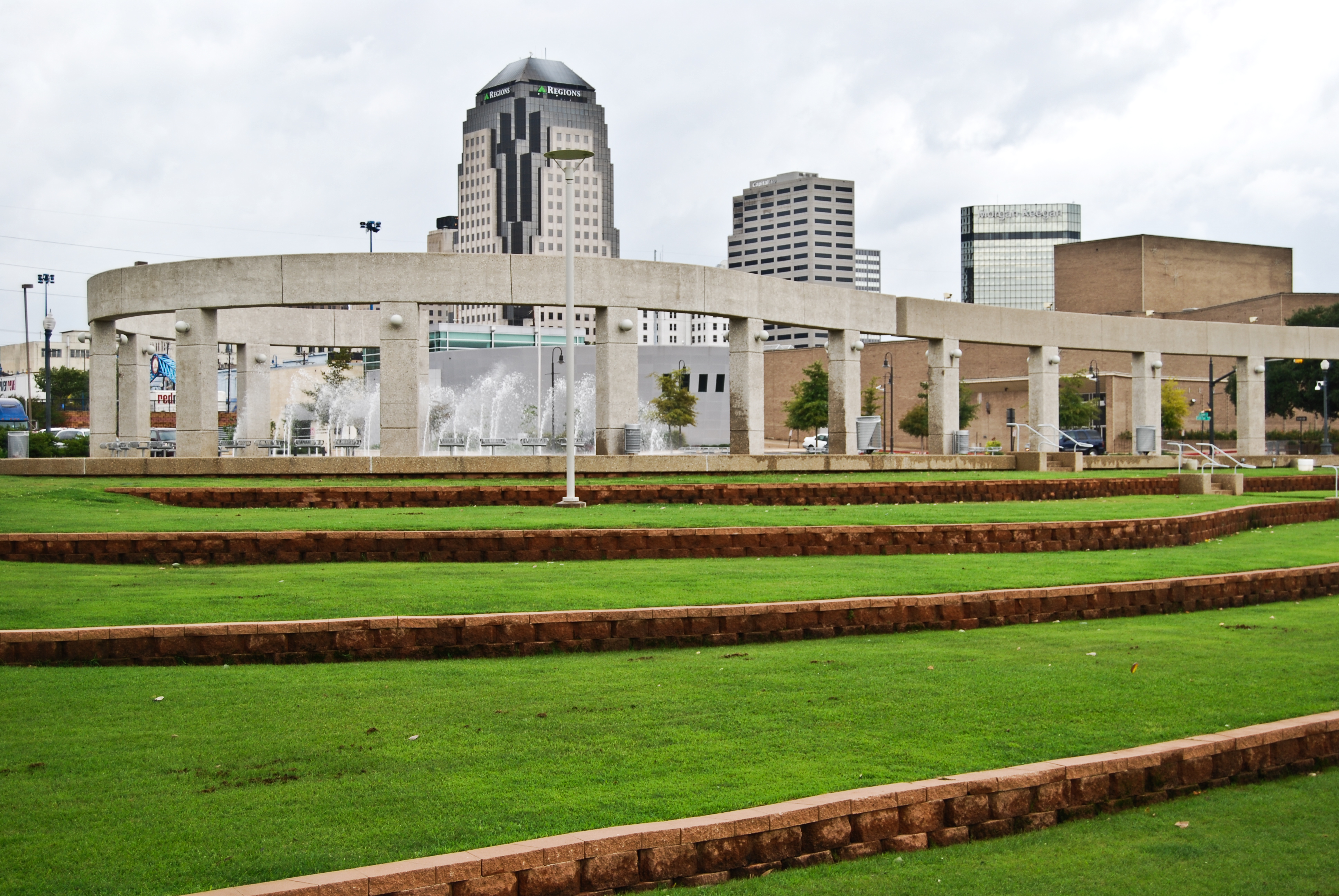
リバービュー・シアター

ロング・アレン橋のすぐ南、レッド河畔のリバービュー公園内にはリバービュー・シアターが立地する。1,725席を有するこの劇場はストランド・シアターと同様、シュリーブポートを代表する演技芸術施設の1つとなっており、シュリーブポート交響楽団、シュリーブポート・オペラ、およびシュリーブポート・メトロポリタン・バレエの本拠地となっている。
シュリーブポート・リトル・シアターは、1922年に創立したコミュニティ劇団である。同劇団はダウンタウンの南、ハイランド歴史地区に程近い住宅街の中、マーガレット・プレイス沿いに、本拠地とするイングランド田園建築様式、170席の劇場を置いている。この劇団のオーディションには、シュリーブポート・ボージャーシティ都市圏のみならず、ルイジアナ州北西部、テキサス州東部、およびアーカンソー州南部の広い地域から応募がある。
センテナリー大学ルイジアナのキャンパス内にはマージョリー・リヨンズ劇場が立地する。317席を有するこの劇場は公演の他、同学の演劇やダンスの教育・研究にも使われる。

### イベント

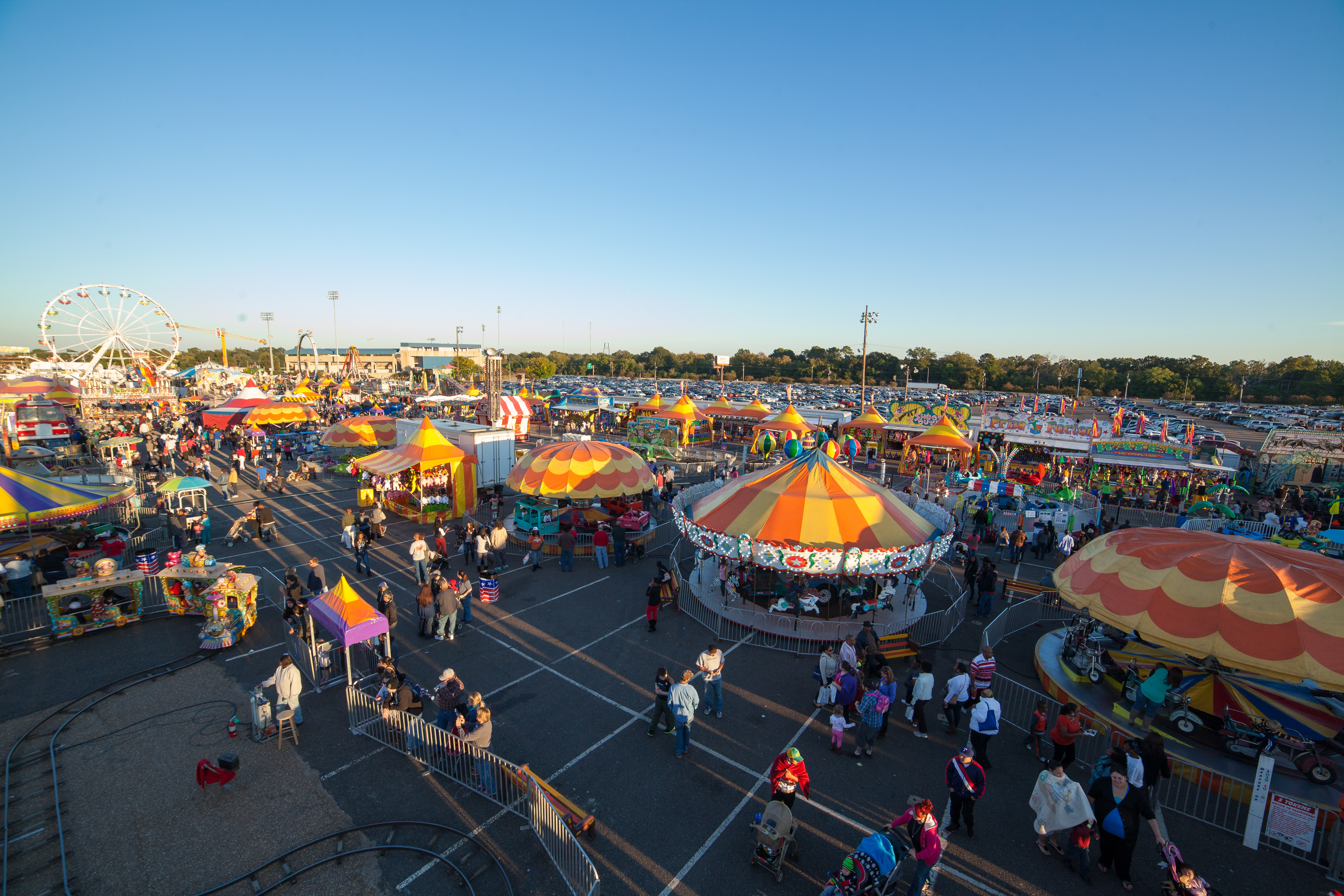
ステート・フェア・オブ・ルイジアナ

シュリーブポートはルイジアナのステート・フェアが開かれる地である。ダウンタウンの南西約5kmに立地するステート・フェア・グラウンドで、毎年10月下旬から11月上旬にかけての2週間にわたって開催されるこのイベントは1906年に始まったもので、州の農工業を促進し、教育と娯楽を通じて州民の生活の質を向上させることを目的としている。会期中、会場には屋台が立ち並び、観覧車などの遊具が設置され、家畜の品評会やロデオ、各種競技会、コンサートなどが開かれる。

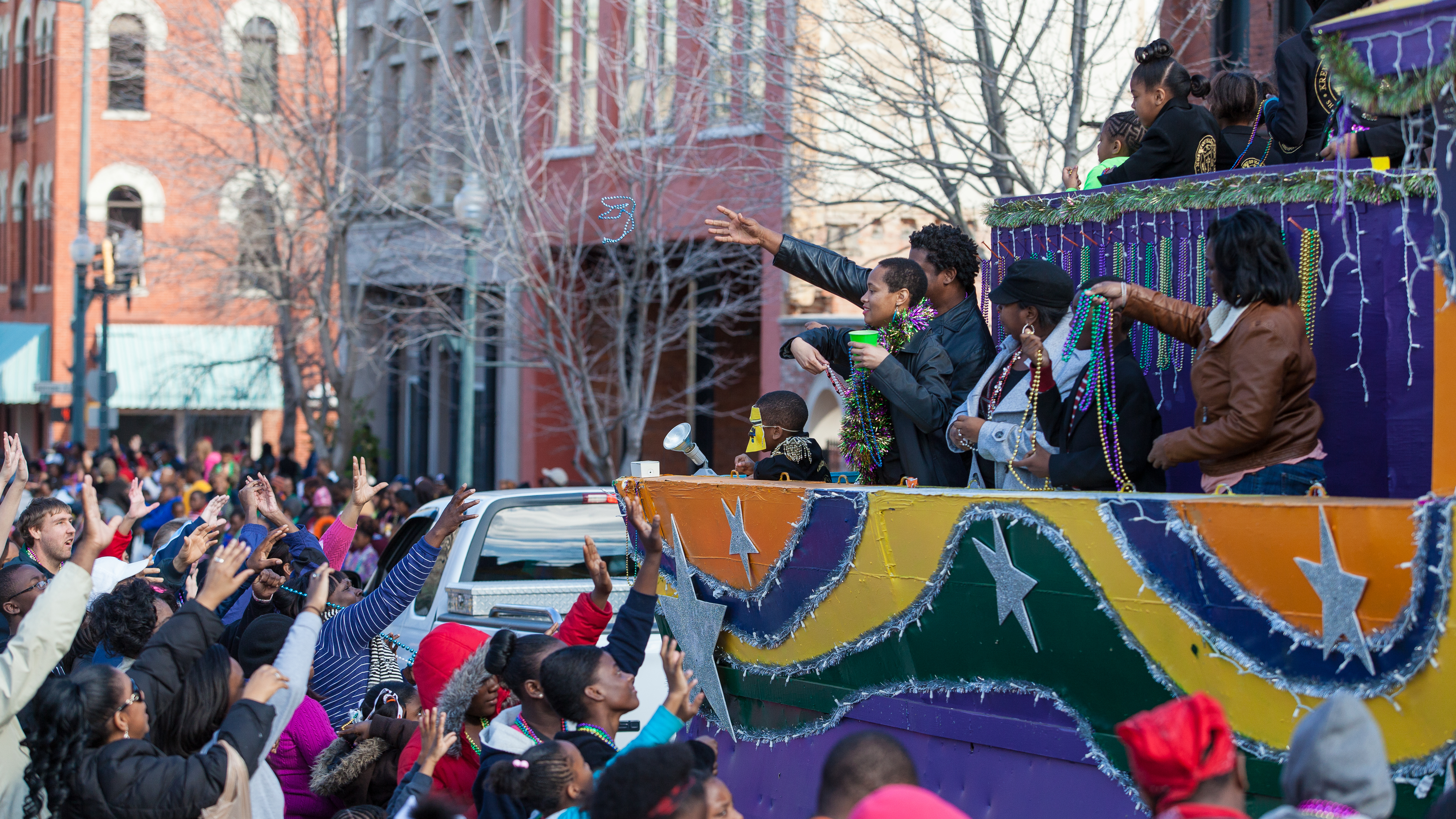
シュリーブポートのマルディグラ

マルディグラと言えばニューオーリンズのものが著名であるが、シュリーブポートでもマルディグラのパレードが開かれる。シュリーブポートにおけるマルディグラの起源は、19世紀中盤、ニューオーリンズのものからの流れを汲んでシュリーブポートにもクルーが組織され、パレードが開かれた時にさかのぼる。しかし、第一次世界大戦中の中断が元で消滅した。その後1920年代に復活の試みがなされたものの、1927年のカーニバルを最後に再び消滅し、その試みは失敗に終わった。1984年、アポロのクルーが組織されると、その後の十数年間でジェミニ、セントール、アスクレーピオス、ハイランドといった他のクルーも相次いで組織され、1989年にジェミニがパレードを復活させ、シュリーブポートのマルディグラが三たび復活した。
ダウンタウンのクロケット・ストリート南東側、マーケット・ストリートとコマース・ストリートの間の2ブロックはフェスティバル・プラザという催事場になっている。この催事場で行われる主なイベントとしては、秋の芸術祭レッド・リバー・レベル、ルイジアナの代表的な食材であるザリガニの祭典マッドバグ・マッドネスや、1949年から続く春のホリデイ・イン・ディキシーなどが挙げられる。また、シュリーブポートの農産品市場も、この催事場で開かれる。

### スポーツ

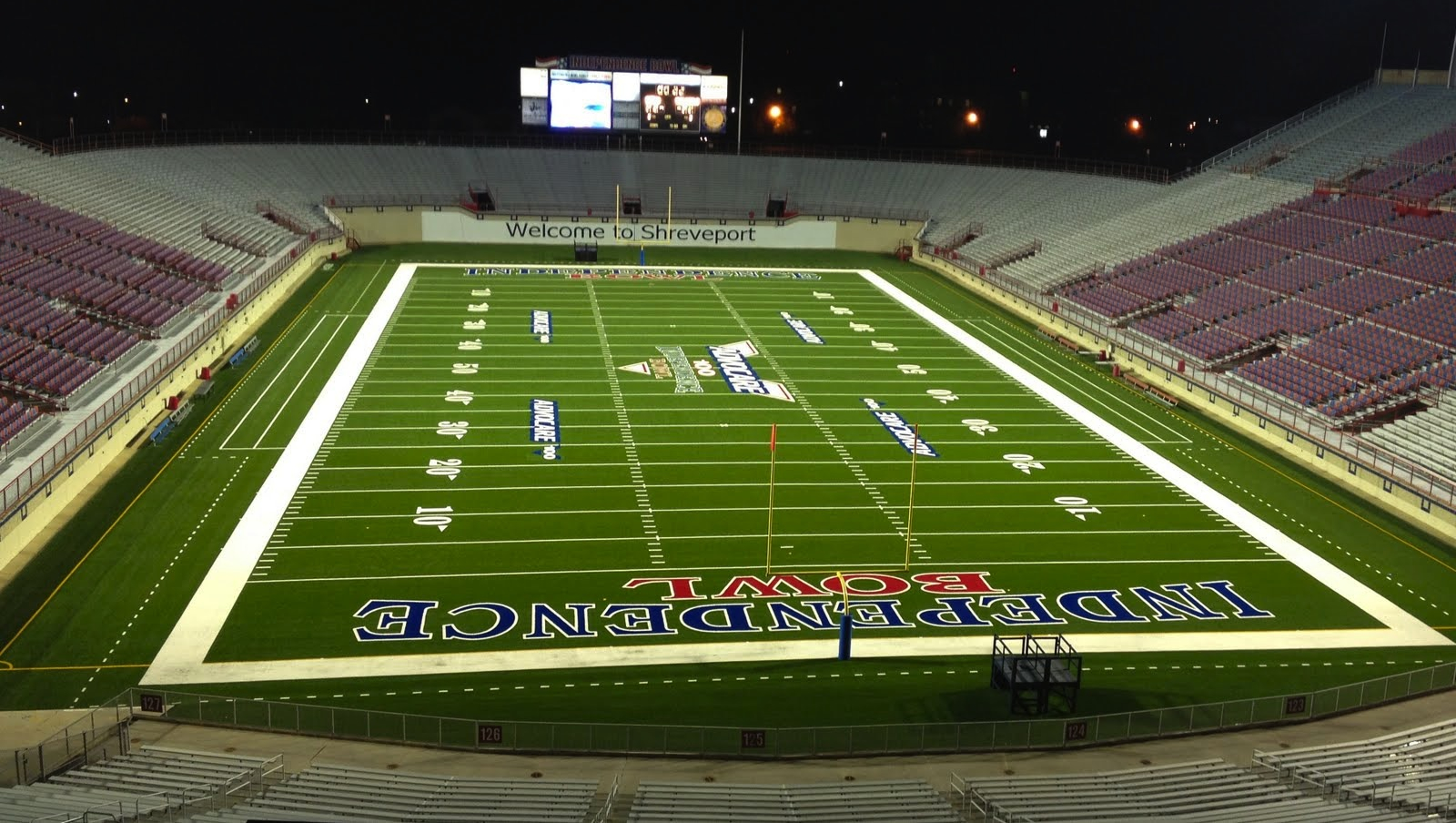
インディペンデンス・スタジアム

ステート・フェア・グラウンドの敷地内にはインディペンデンス・スタジアムが立地している。このフットボールスタジアムは1924年に完成したもので、改修を繰り返して約53,000人の観客を収容できるようになった。このスタジアムでは、ステート・フェア会期中の週末に、ステート・フェアの目玉企画の1つとして1911年から続いている、シュリーブポート・クラシックというカレッジフットボールの試合が行われる。シュリーブポート・クラシックは、その初期にはルイジアナ州立大学とアーカンソー大学の対戦が組まれることが多く、1924年にも、このスタジアムの開場記念試合として両校の対戦が組まれ、銀のフットボールのトロフィーが懸けられた。また、ルイジアナ工科大学は1928年以来、たまに同校のホームの試合をこのスタジアムで行ってきた。加えて、1976年以降は、このスタジアムでインディペンデンスボウルというボウル・ゲームが開催されている。
同じくステート・フェア・グラウンドの敷地内にはフェアグラウンズ・フィールドという野球場も立地している。この野球場は1986年に完成して以来、2011年まで地元のシュリーブポート・ボージャー・キャプテンズ（AA級マイナーリーグ→独立リーグ）が本拠地としてきたが、同球団がテキサス州ラレドへ移転して以降は、同野球場を本拠地とする野球チームはプロ、アマチュアともに存在しない。

### 公園とレクリエーション

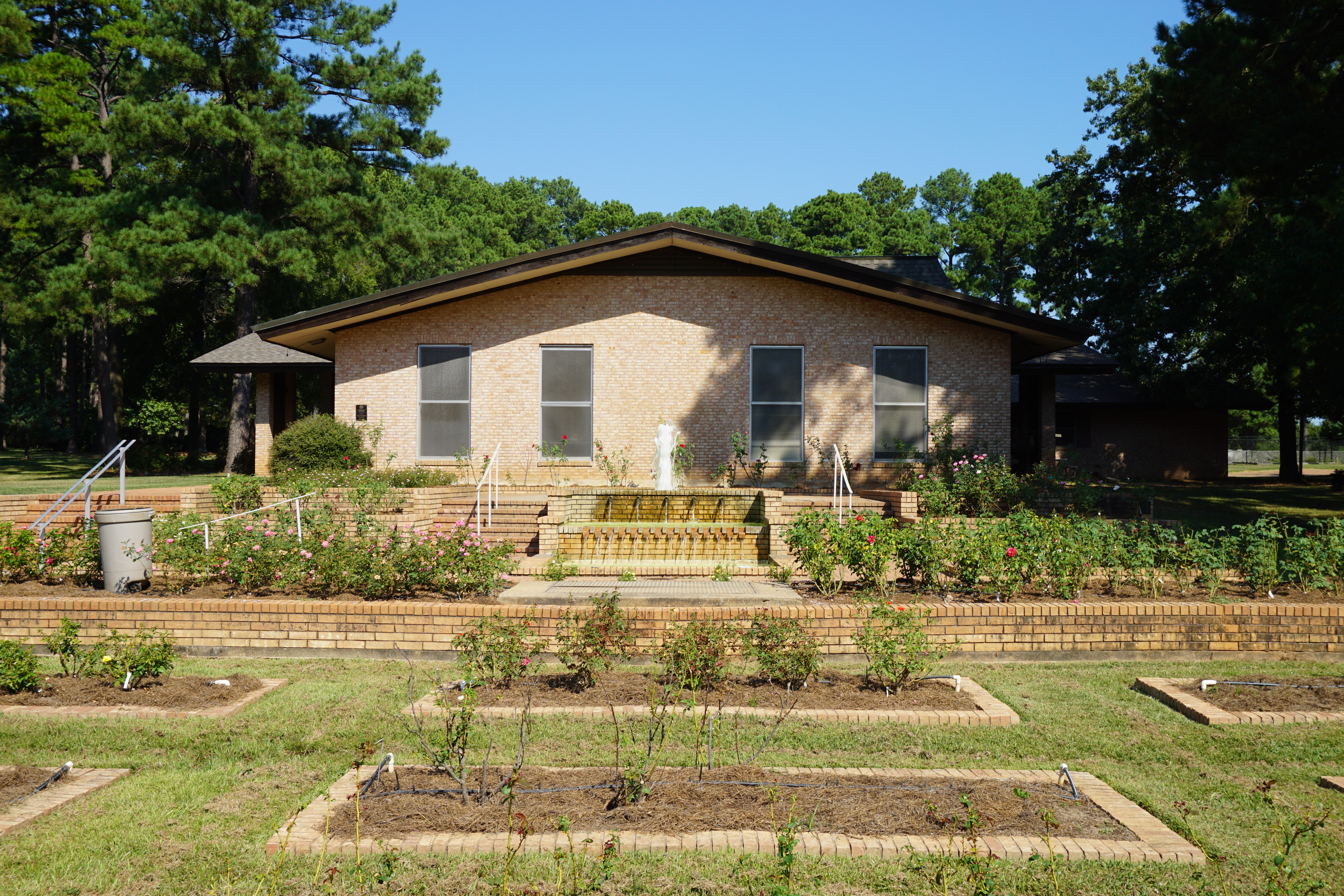
アメリカン・ローズ・センターのばら園

ダウンタウンから西へ約20km、市の西端にはアメリカン・ローズ・ソサイエティの本部であるアメリカン・ローズ・センターが置かれている。その庭園は、1974年にアメリカン・ローズ・ソサイエティがオハイオ州コロンバスからシュリーブポートに移転した際に造られたものである。118エーカー（477,500m2）の園内には65のばら園が配置され、20,000株以上のばらが栽培されている。

### メディア

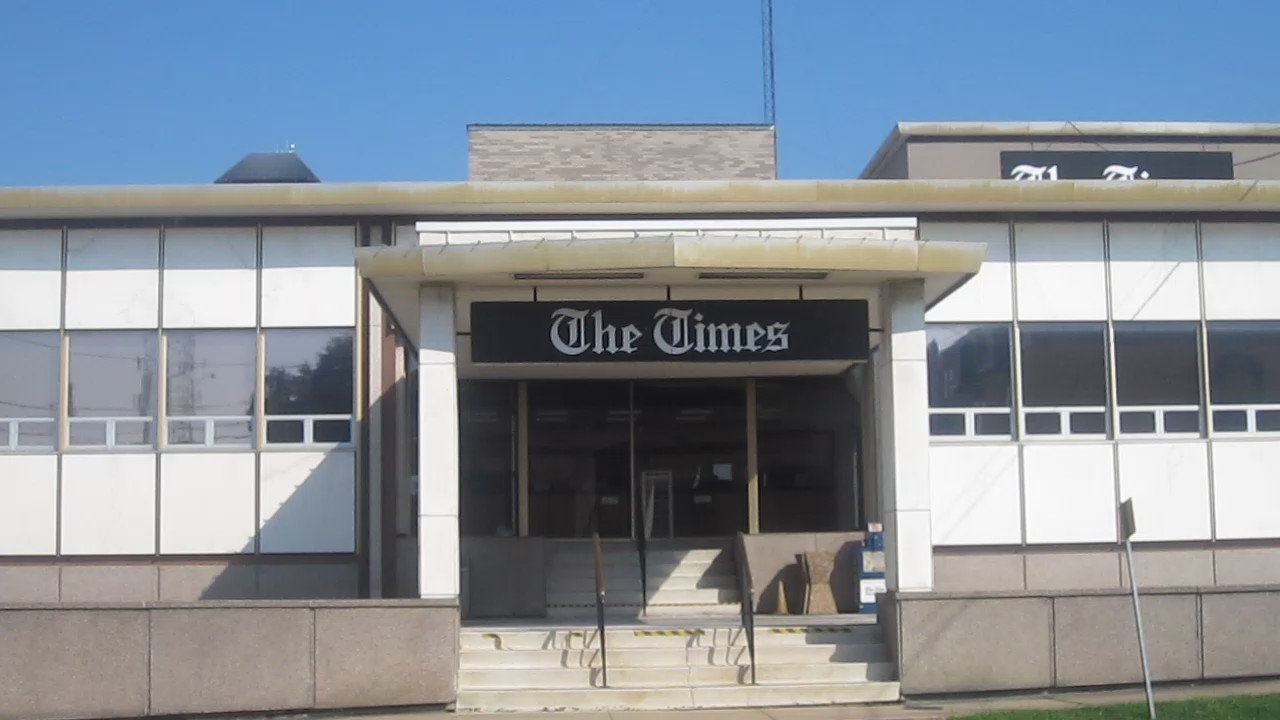
シュリーブポート・タイムズ本社

シュリーブポート・ボージャーシティ都市圏における代表的な日刊紙は、1872年から刊行されている、ガネット社傘下のシュリーブポート・タイムズである。同紙はダウンタウンのレイク・ストリートとマーケット・ストリートの北角、I-20のインターチェンジのすぐ近くに本社を構えている。同紙は日刊約14万部、日曜版約17万部の講読者数を有している。かつてはもう1紙、シュリーブポート・ジャーナルという日刊紙もあったが、1991年に廃刊した。また、ボージャーシティではボージャー・プレス・トリビューン紙が週3回刊行されている。
シュリーブポートにはABC・CBS・NBCの3大テレビネットワークがそれぞれKTBS-TV・KSLA-TV・KTAL-TVという支局を置いている。このうち、KTAL-TVはテキサス州テクサーカナで放送免許を取得しているが、メインのスタジオはシュリーブポートに置いている。また、同局の局名である "KTAL" は、同局の放送範囲であるテキサス・アーカンソー・ルイジアナ3州の頭文字をそれぞれ取ったものである。

### 宗教

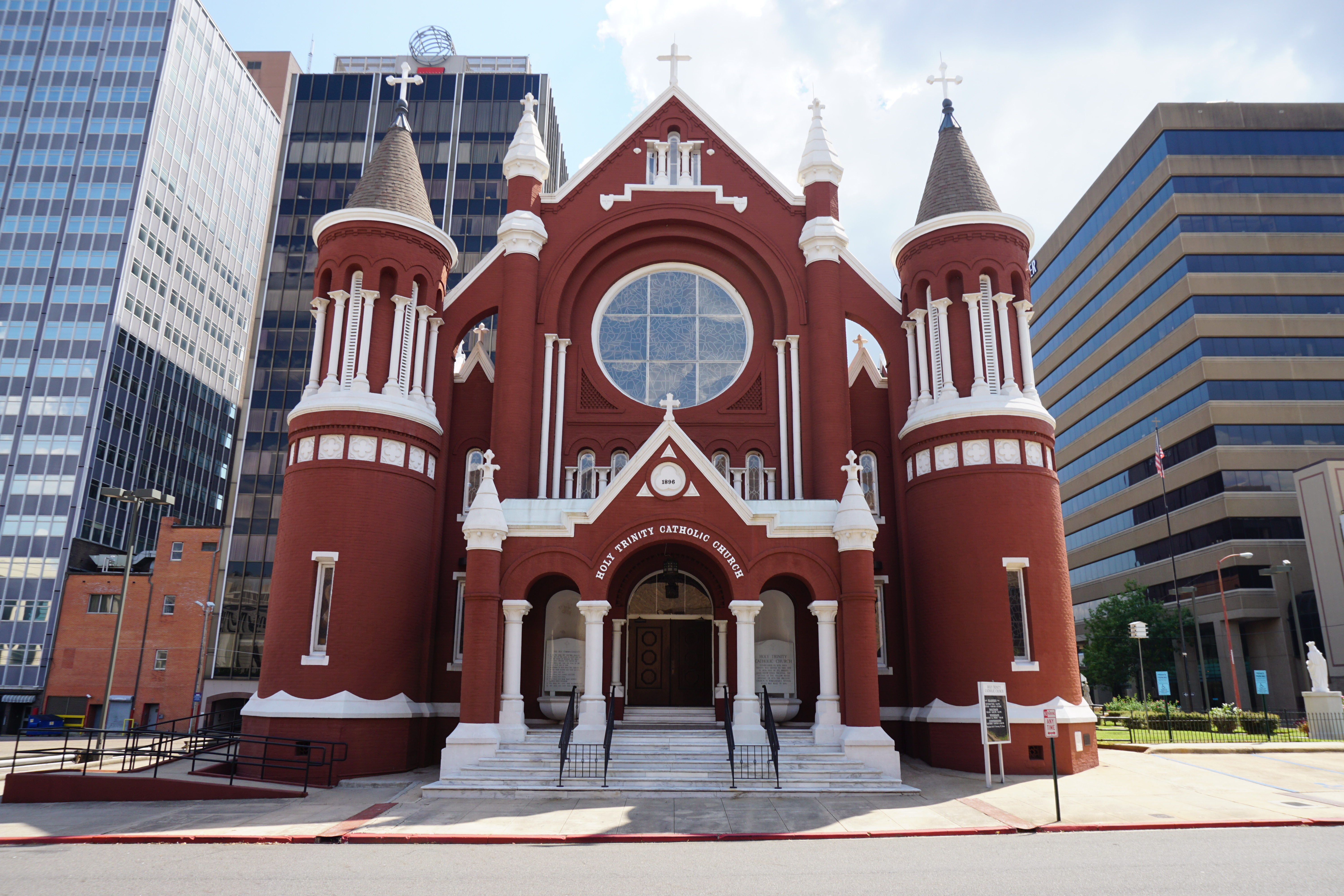
ホーリー・トリニティ・カトリック教会

カトリックはシュリーブポート司教区を置いている。同教区はルイジアナ州を統括するニューオーリンズ大司教区の管轄下にあり、1986年に既存のアレクサンドリア・シュリーブポート司教区を分割する形で創設された、ルイジアナ州内7つの教区の中では最も新しいものである。同教区はダウンタウンの南、ハイランド歴史地区やフェアフィールド歴史地区に程近いジョーダン・ストリート沿いに立地するセント・ジョン・バーチマンズ大聖堂を司教座聖堂としている。聖ジョン・バーチマンズ大聖堂は、大聖堂としては世界で唯一つの、イエズス会の聖人ヨハネス・ベルヒマンスを崇拝の対象とする大聖堂である。また、同教区の管轄下にあるホーリー・トリニティ・カトリック教会は、1858年にダウンタウンに創設された。現在建っている同教会のロマネスク・リバイバル建築様式の教会堂は1896年に建てられたもので、1984年に国家歴史登録財に登録された。

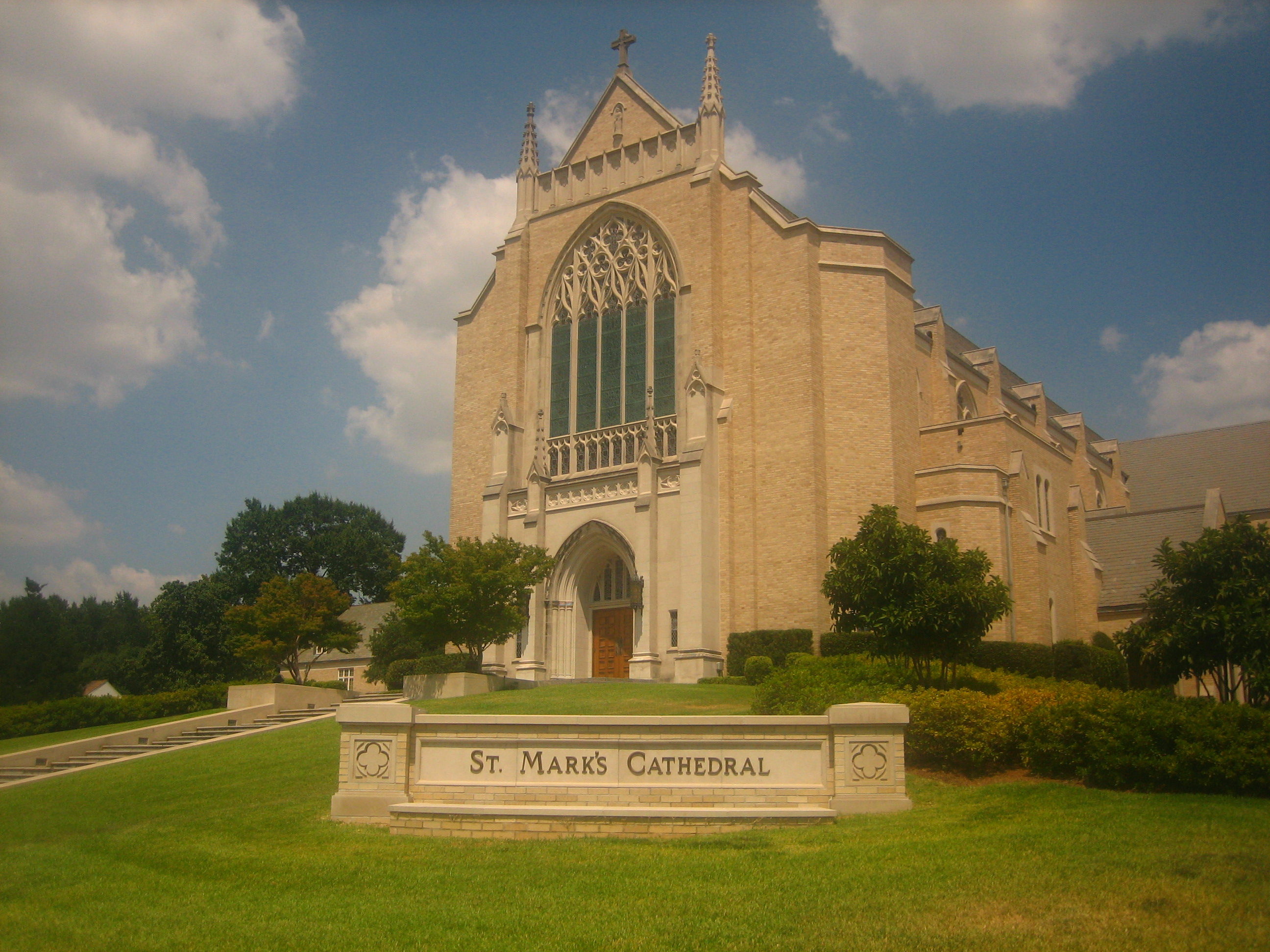
聖公会のセント・マーク大聖堂

聖公会は西ルイジアナ教区の本部をシュリーブポートに置き、フェアフィールド歴史地区内のラザフォード・ストリート沿いに立地するセント・マーク大聖堂を主教座聖堂としている。シュリーブポートにおける聖公会は1839年からその宗教活動を始め、この年をセント・マーク大聖堂の前身であるセント・マーク教会の創設年としている。セント・マーク教会の旧教会堂は1905年にダウンタウンの南西、コットン・ストリートとテキサス・アブニューのY字路南東側に建てられたもので、1991年に国家歴史登録財に登録された。現在のゴシック・リバイバル建築様式の大聖堂は1954年に建てられたもので、1979年にルイジアナ教区から分割される形で西ルイジアナ教区が創設された後、1990年に同教区の主教座聖堂となった。

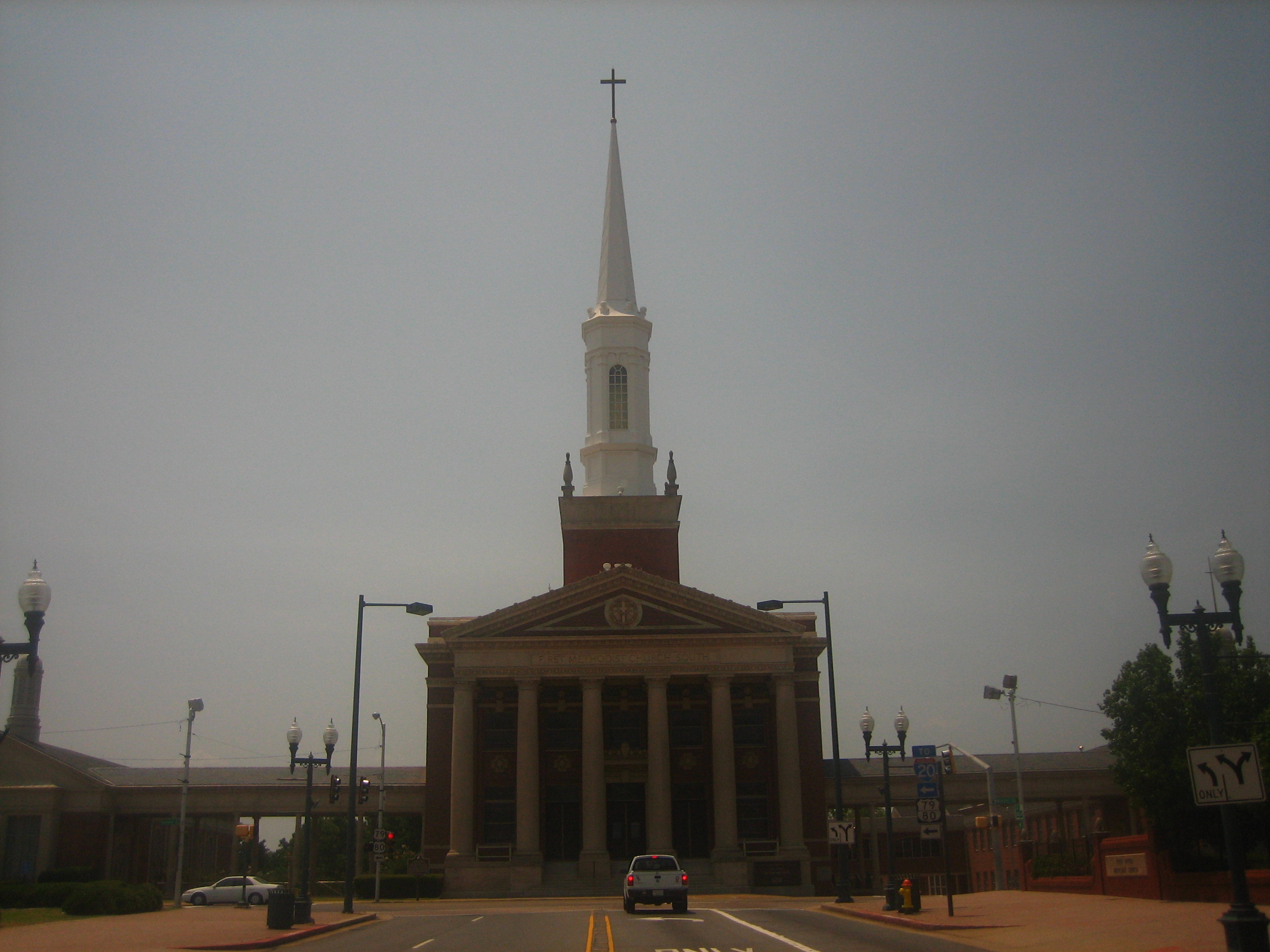
ファースト・ユナイテッド・メソジスト・チャーチ

メソジストはシュリーブポートにファースト・ユナイテッド・メソジスト・チャーチを1884年に開いた。ダウンタウンの南西端を成すコモン・ストリートとテキサス・ストリートの突き当たりに現在建っている教会堂は1913年に建てられたものである。市におけるメソジスト2番目の教会であるJ・S・ノエル・ジュニア記念教会は、1906年に伝道所として始まったもので、ハイランド歴史地区内、ハーンドン・ストリートとハイランド・アベニューの北西角に現在建っている教会堂は1913年に建てられたものである。シュリーブポートのファースト・バプテスト教会では、ラジオ説教の先駆者で、1942年まで存在したドッド女子短期大学の創設者でもある、モンロー・E・ドッドが牧師を務めていたこともある。また、シュリーブポートはアッセンブリーズ・オブ・ゴッド系の超教派教会、シュリーブポート・コミュニティ教会の本拠地でもある。
シュリーブポートにおけるユダヤ教の歴史は1859年、今日のシュリーブポートで最大のシナゴーグとなっている、改革派のブナイ・ジオン寺院の前身であるハー・エル会衆が創設された時にさかのぼる。歴史的には、シュリーブポートは市民精神を持つ大規模なユダヤ人コミュニティを持っており、これまでに3人のユダヤ系市長が任に就いてきた。

## 人口動態

### 都市圏人口
シュリーブポートの都市圏および広域都市圏を形成する各郡の人口は以下の通りである（2010年国勢調査）。
シュリーブポート・ボージャーシティ都市圏
| 郡           | 州           | 人口      |
| ------------ | ------------ | --------- |
| カドー郡     | ルイジアナ州 | 254,969人 |
| ボージャー郡 | ルイジアナ州 | 116,979人 |
| デソト郡     | ルイジアナ州 | 26,656人  |
| 合計         | 合計         | 398,604人 |

シュリーブポート・ボージャーシティ・ミンデン広域都市圏
| 都市圏/小都市圏                          | 郡                                       | 州                                       | 人口      |
| ---------------------------------------- | ---------------------------------------- | ---------------------------------------- | --------- |
| シュリーブポート・ボージャーシティ都市圏 | シュリーブポート・ボージャーシティ都市圏 | シュリーブポート・ボージャーシティ都市圏 | 398,604人 |
| ミンデン小都市圏                         | ウェブスター郡                           | ルイジアナ州                             | 41,207人  |
| 合計                                     | 合計                                     | 合計                                     | 439,811人 |

### 市域人口推移
以下にシュリーブポート市における1850年から2010年までの人口推移をグラフおよび表で示す。
| 統計年 | 人口      |
| ------ | --------- |
| 1850年 | 1,728人   |
| 1860年 | 2,190人   |
| 1870年 | 4,607人   |
| 1880年 | 8,009人   |
| 1890年 | 11,979人  |
| 1900年 | 16,013人  |
| 1910年 | 28,015人  |
| 1920年 | 43,874人  |
| 1930年 | 76,655人  |
| 1940年 | 98,167人  |
| 1950年 | 127,206人 |
| 1960年 | 164,372人 |
| 1970年 | 182,064人 |
| 1980年 | 206,989人 |
| 1990年 | 198,525人 |
| 2000年 | 200,145人 |
| 2010年 | 199,311人 |

## 姉妹都市
シュリーブポートは以下1都市と姉妹都市提携を結んでいる。
- オストラヴァ（チェコ）[90][91]

## 註
1. ↑  Ortved, John. Ratchet: The Rap Insult That Became a Compliment. New York Magagine. 2013年4月11日. 2016年8月30日閲覧.
2. ↑  “Quickfacts.census.gov”. 2023年11月15日閲覧。
3. 1 2 3  Brock, Eric J. Shreveport: A Brief History. City of Shreveport. 2016年8月31日閲覧.
4. ↑  Jefferson Davis Was Captured. America's Story from America's Library. The Liberty of Congress. 2016年9月4日閲覧.
5. ↑  Winters, John D. The Civil War in Louisiana. p.41. Baton Rouge: Louisiana State University Press. 1963年. ISBN 0-8071-0834-0.
6. ↑  Winters, p.211.
7. ↑  Justin Vincent Gras. Find A Grave. 2016年9月4日閲覧.
8. ↑  Sartor, C. Lane. Early History of the Caddo-Pine Island Field. Oil-Industry History. Vol.4. No.1. p.3. Petroleum History Institute 2003年. 2016年9月9日閲覧.
9. 1 2  History of the Shreveport Geological Society. Shreveport Geological Society. 2016年9月9日閲覧.
10. ↑  "Negro Band Leader Held in Shreveport". New York Times. 1963年10月9日.
11. ↑  About the Port. Port of Caddo-Bossier. 2016年9月18日閲覧.
12. 1 2  American FactFinder. U.S. Census Bureau. 2011年2月4日.
13. 1 2  Historical Weather for Shreveport, Louisiana, United States of America. Weatherbase.com. 2016年9月5日閲覧.
14. ↑  Regions Tower. Emporis. 2016年9月6日閲覧.
15. ↑  Shreveport, LA Historic Districts. Made with Google My Maps. 2016年9月7日閲覧.
16. 1 2 3 4 5 6  LOUISIANA - Caddo County. National Register of Historic Places. 2016年9月7日閲覧.
17. ↑  "ARTICLE 5. - THE EXECUTIVE BRANCH". Charter of the City of Shreveport. City of Shreveport. 1978年.
18. ↑  "ARTICLE 4. - CITY COUNCIL". Charter of the City of Shreveport. City of Shreveport. 1978年.
19. ↑  "GM's Shreveport Plant Closes". The Detroit News. 2012年8月28日.
20. ↑  Klayman, Ben. Maker of high-mileage 3-wheel vehicles leases former GM plant. Detroit: Reuters. 2013年1月3日. 2016年9月11日閲覧.
21. ↑  Riverboat Casinos. Shreveport-Bossier Convention & Tourist Bureau. 2016年9月13日閲覧.
22. ↑  Louisiana Boardwalk. Outlet Stores Malls. 2016年9月13日閲覧.
23. ↑  About Us. Shreveport Convention Center. 2016年9月17日閲覧.
24. ↑  Nossiter, Adam. Gas Rush Is On, and Louisianians Cash In. New York Times. 2008年7月29日. 2016年9月18日閲覧.
25. ↑  Welborn, Vickie. Haynesville Shale: Is it making a comeback? Shreveport Times. 2015年1月10日.
26. ↑  Shreveport Top Employers. Livability. 2011年4月29日. 2016年9月15日閲覧.
27. ↑  Major Employers. Greater Bossier Economic Development Foundation. 2016年9月15日閲覧.
28. ↑  Barksdale Information. Barksdale Air Force Base. 2016年9月11日閲覧.
29. ↑  Kamenetz, Anya. "The Short, Shady History of Hollywood South". Fast Company. Issue 118. Mansueto Ventures. 2007年9月.
30. ↑  Soundstages/Film Facilities. Shreveport-Bossier Film Assistance. 2016年9月18日閲覧.
31. ↑  Film Locations. Shreveport-Bossier Film Assistance. 2016年9月18日閲覧.
32. ↑  Most Popular Titles With Location Matching "Shreveport, Louisiana, USA". IMDb. 2016年9月18日閲覧.
33. ↑  Festival Information. Film Prize Foundation. 2016年9月18日閲覧.
34. ↑  About LSU Health Shreveport. LSU Health Shreveport. 2016年9月18日閲覧.
35. ↑  History of the Health Sciences Center. LSU Health Shreveport. 2016年9月18日閲覧.
36. ↑  Willis-Knighton Medical Center. U.S.News & World Report. 2016年9月18日閲覧.
37. ↑  Shreveport Rgn'l. (Form 5010) Airport Master Record. Federal Aviation Administration. 2016年9月15日. 2016年9月19日閲覧.
38. ↑  Airline Service. Shreveport Regional Airport. 2018年5月2日閲覧.
39. ↑  Shreveport Downtown. (Form 5010) Airport Master Record. Federal Aviation Administration. 2016年9月15日. 2016年9月19日閲覧.
40. ↑  Robinowitz, Mark. PEAK TRAFFIC: Planning NAFTA Superhighways at the End of the Age of Oil - Part One. Wikderness Publications. 2006年5月10日. 2016年9月19日閲覧.
41. ↑  Texas Engle/Heartland Flyer. p.4. Amtrak. 2016年8月22日. 2016年9月19日閲覧.
42. ↑  Regular Service System Map. Shreveport Area Transit System. 2016年5月12日. 2016年9月19日閲覧.
43. ↑  A Brief History of Centenary College of Louisiana. Centenary College of Louisiana. 2016年9月20日閲覧.
44. ↑  Academics. Centenary College of Louisiana. 2016年9月20日閲覧.
45. ↑  Centenary in Paris. Centenary College of Louisiana. 2016年9月20日閲覧.
46. ↑  Education. Centenary College of Louisiana. 2016年9月20日閲覧.
47. ↑  3-2 Engineering. Centenary College of Louisiana. 2016年9月20日閲覧.
48. ↑  Best Colleges 2017: National Universities Rankings. p.6. U.S. News & World Report. 2016年. 2016年9月20日閲覧.
2017年版（2016年発行）では146位であった。
49. ↑  About LSUS. Louisiana State University in Shreveport. 2016年9月20日閲覧.
50. ↑  Fast Facts about LSU Shreveport. Louisiana State University in Shreveport. 2016年9月20日閲覧.
51. ↑  Nursing & Allied Health Campuses. Northwestern State University of Louisiana. 2016年9月20日閲覧.
52. ↑  Louisiana Tech University @ Shreveport-Bossier City. Louisiana Tech University. 2016年9月20日閲覧.
53. ↑  Louisiana Tech University Barksdale Air Force Base. Louisiana Tech University. 2016年9月20日閲覧.
54. ↑  All Schools. Caddo Public Schools. 2016年9月20日閲覧.
55. ↑  The Unique Architecture of Louisiana State Exhibit Museum. Louisiana State Exhibit Museum. 2016年9月25日閲覧.
56. ↑  Museum Information.  Louisiana State Exhibit Museum. 2016年9月25日閲覧.
57. ↑  Louisiana's Science and Space Center. Louisiana's Science Center. 2016年9月25日閲覧.
58. ↑  Dayna and Ronald L. Sawyer Space Dome Plametarium, IMAX Experience. Louisiana's Science Center. 2016年9月25日閲覧.
59. ↑  About Us. Multicultural Center of the South. 2016年9月25日閲覧.
60. ↑  Water Works Museum. Shreveport Water Works Museum. 2016年9月25日閲覧.
61. 1 2 3  Brock, Eric J. Eric Brock's Shreveport. p.95. Pelican Publishing. 2001年. ISBN 9781455603862.
62. ↑  Listing of National Historic Landmarks by State: Louisiana. p.2. National Park Service. 2016年9月25日閲覧.
63. ↑  McNeill Street Pumping Station. Historic Landmarks. American Society of Civil Engineers. 2016年9月25日閲覧.
64. ↑  About Us. R.W.Norton Art Gallery. 2016年9月25日閲覧.
65. ↑  Collections Overview. R.W.Norton Art Gallery. 2016年9月25日閲覧.
66. ↑  Gardens Overview. R.W.Norton Art Gallery. 2016年9月25日閲覧.
67. ↑  Meadows Museum of Art. Centenary College of Louisiana. 2016年9月25日閲覧.
68. ↑  Mission. Marlene Yu Museum. 2016年9月25日閲覧.
69. ↑  Welcome to the Strand. Strand Theatre. 2016年9月27日閲覧.
70. ↑  Riverview Hall & Theatre. City of Shreveport. 2016年9月27日閲覧.
71. ↑  About SLT. Shreveport Little Theatre. 2016年9月27日閲覧.
72. ↑  Marjorie Lyons Playhouse. Centenary College of Louisiana. 2016年9月27日閲覧.
73. ↑  Guest Info. State Fair of Louisiana. 2016年10月9日閲覧.
74. ↑  Brock, Eric J. "Mardi Gras Grows, But Fizzled Earlier." The Times. 1996年2月17日.
75. ↑  Festival Plaza. City of Shreveport. 2016年10月9日閲覧.
76. ↑  Independence Stadium. City of Shreveport. 2016年10月9日閲覧.
77. ↑  "Rivals Old and New to Meet This Week on Gridirons of Louisiana; Tigers' Upstate Game is Feature". p.10. Baton Rouge Morning Advocate. 1927年10月26日.
78. ↑  "Silver Football to Be Given Winner of L.S.U.–Arkansas Game". p.20. Baton Rouge State-Times. 1924年8月1日.
79. ↑  Independence Stadium. Louisiana Tech University. 2016年10月9日閲覧.
80. ↑  History of the Independence Bowl. Independence Bowl Foundation. 2016年10月9日閲覧.
81. ↑  Our Gardens. American Rose Society. 2016年10月15日閲覧.
82. ↑  About The Times. Shreveport Times. 2016年10月15日閲覧.
83. ↑  "Shreveport Journal ends publication after 96 years". p.1. Minden Press-Herald. 1991年3月31日.
84. ↑  Diocese of Shreveport. Cathoric Hierarchy. 2016年10月16日閲覧.
85. ↑  Our Patron: St. John Berchmans. St. John Berchmans Cathedral. 2016年10月16日閲覧.
86. ↑  Brock, Eric J. Shreveport in Vintage Postcards. p.81. Arcadia Publishing. 2005年. ISBN 0-7385-1746-1.
87. ↑  Western Louisiana, Diocese of. Episcopal Church. 2016年10月16日閲覧.
88. ↑  Brock, Eric J. The Jewish Community of Shreveport. Charleston, South Carolina: Arcadia Publishing. 2002年. ISBN 9780738514888.
89. ↑  Gibson, Campbell. Population of the 100 Largest Cities and Other Urban Places in the United States: 1790 to 1990. US Census Bureau. 2005年.
90. ↑  Press Release: City of Shreveport host sister City of Ostrava. City of Shreveport. 2015年11月13日. 2016年8月31日閲覧.
91. ↑  Sennet, Marquel. Shreveport establishes new international partnership. ArkLaTexHomepage.com. Nexstar Broadcasting. 2015年11月13日. 2016年8月31日閲覧.